# Bundestagswahl 2025
- Linke: 64
- SPD: 120
- Grüne: 85
- SSW: 1
- Union: 208
- AfD: 152

- Regierung: 328
- Opposition: 302

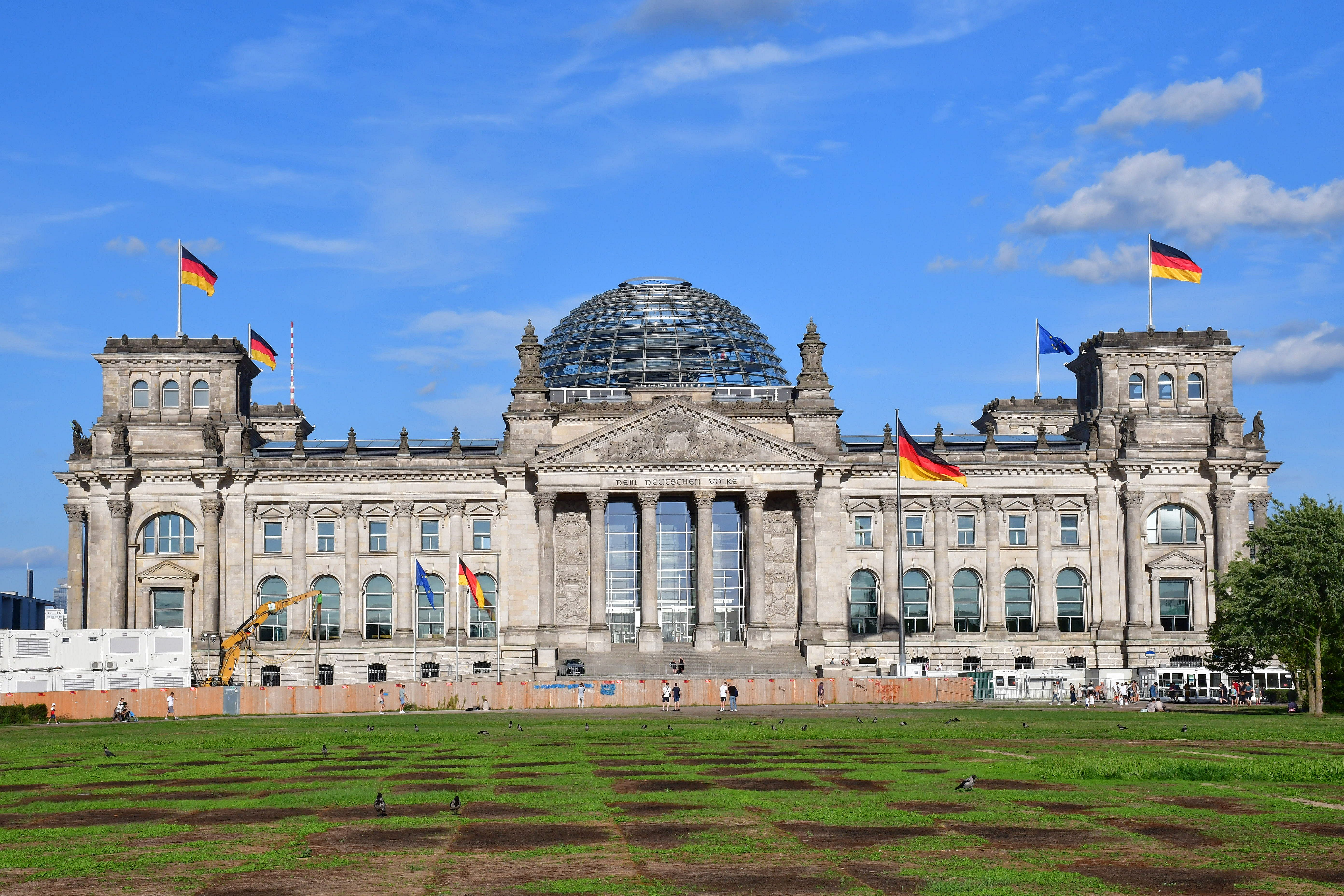
Reichstagsgebäude (2024), Sitz des Deutschen Bundestages

Bundestagswahlergebnisse und Koalitionen in Bundesregierungen seit 1949

Mit der Wahl zum 21. Deutschen Bundestag wurde die Volksvertretung der Bundesrepublik Deutschland neu gewählt. Sie fand als vorgezogene Neuwahl am 23. Februar 2025 statt. Voraussetzung für diesen Termin war die gescheiterte Vertrauensfrage von Bundeskanzler Olaf Scholz (SPD) vom 16. Dezember 2024, der vorgezogene Neuwahlen nach dem Bruch der Ampelkoalition am 6. November 2024 angekündigt hatte. Am 27. Dezember 2024 ordnete Bundespräsident Frank-Walter Steinmeier die Auflösung des Deutschen Bundestages und den Termin für die Neuwahl an. Als Termin für eine turnusmäßige Wahl war ursprünglich der 28. September 2025 festgelegt.
Die Unionsparteien CDU und CSU mit Kanzlerkandidat Friedrich Merz erhielten bei der Wahl mit zusammen 28,5 % die meisten Zweitstimmen und konnten das Ergebnis im Vergleich zum historisch schlechtesten Ergebnis in der vorherigen Wahl um gut 4 Prozentpunkte steigern. An zweiter Stelle folgte die AfD, die ihren Stimmenanteil gegenüber der Vorwahl auf 20,8 % verdoppeln konnte. Die SPD um den erneuten Kanzlerkandidaten Scholz erlitt starke Verluste und fuhr mit 16,4 % ihr bisher schlechtestes Ergebnis bei einer freien Parlamentswahl auf rein nationaler Ebene seit der Reichstagswahl 1887 ein und wurde nur drittstärkste Kraft. Auch Bündnis 90/Die Grünen verloren an Stimmen und landeten bei 11,6 %. Die FDP stürzte auf 4,3 % ab und schied zum zweiten Mal in ihrer Geschichte nach der Wahl 2013 aus dem Parlament aus. Die Linke konnte ihren Stimmenanteil deutlich ausbauen und erreichte 8,8 % der Zweitstimmen. Das 2024 von ehemaligen Linken-Abgeordneten gegründete Bündnis Sahra Wagenknecht scheiterte knapp an der Fünf-Prozent-Hürde. Wie bereits 2021 stellt der von der Sperrklausel ausgenommene Südschleswigsche Wählerverband (SSW) einen Abgeordneten.
Da insgesamt 14 % der Zweitstimmen auf Parteien entfielen, die nicht in den Bundestag einzogen, kamen Union und SPD mit zusammen 44,9 % der Zweitstimmen auf 52 % der Sitze. Die noch im Parlament vertretenen Parteien, die bisher Bundesregierungen bildeten (Union, SPD, Grüne), verfügen im Bundestag nach diesem Ergebnis nicht mehr über eine gemeinsame Zweidrittelmehrheit, die unter anderem für Grundgesetzänderungen erforderlich ist.
Die Wahlbeteiligung war mit 82,5 % die höchste im wiedervereinigten Deutschland. Vor allem wegen der demographischen Entwicklung ging die Zahl der Wahlberechtigten von 61,17 Millionen bei der Bundestagswahl 2021 um fast 700.000 auf 60,49 Millionen zurück. Der Anteil der Briefwähler ist im Vergleich zur Vorwahl, die unter Pandemiebedingungen stattfand, auf 37,0 % zurückgegangen.

## Termin
Der Wahltag zum Deutschen Bundestag wurde vom Bundespräsidenten festgelegt (§ 16 Bundeswahlgesetz); er tut dies in der Regel im Einvernehmen mit Bundes- und Landesregierungen. Nach Artikel 39 des Grundgesetzes (GG) findet die Wahl frühestens 46, spätestens 48 Monate nach dem Zusammentritt des bisherigen Bundestages statt. Da die konstituierende Sitzung des 20. Deutschen Bundestages am 26. Oktober 2021 abgehalten wurde, sollte die nächste Wahl, die an einem Sonntag oder Feiertag durchzuführen ist (§ 16 Bundeswahlgesetz), grundsätzlich frühestens am 31. August und spätestens am 26. Oktober 2025 stattfinden. Am 24. Juli 2024 empfahl das Kabinett Scholz den 28. September 2025 als Termin. Der Bundespräsident folgte dieser Empfehlung und fertigte am 23. August 2024 die Anordnung über die Bundestagswahl aus.
Nach dem Bruch der regierenden Ampelkoalition am 6. November 2024 hatte Bundeskanzler Olaf Scholz eine Vertrauensfrage angekündigt und eine Neuwahl bis Ende März 2025 in Aussicht gestellt. Spricht bei einer Vertrauensfrage nicht eine Mehrheit der Mitglieder des Bundestages dem Bundeskanzler das Vertrauen aus, kann der Bundespräsident auf Vorschlag des Bundeskanzlers innerhalb von 21 Tagen den Bundestag auflösen.
Bundeswahlleiterin Ruth Brand ließ erklären, die organisatorischen Vorbereitungen könnten ebenso kurzfristig getroffen werden wie bei regulären Wahlen und eine Neuwahl innerhalb weniger Wochen sei ohne Weiteres durchführbar. Sie wies Scholz aber darauf hin, dass durch die Weihnachtszeit der „sehr knappe“ Zeitraum von maximal 60 Tagen zwischen Parlamentsauflösung und Neuwahlen „maßgeblich verkürzt“ würde; für „die ordnungsgemäße Vorbereitung und Durchführung der Wahl“ sei es jedoch „erforderlich, den Zeitraum der 60 Tage ab Auflösung des Deutschen Bundestages voll ausschöpfen zu können“.
Am 12. November 2024 einigten sich SPD und CDU/CSU darauf, den 23. Februar 2025 als Wahltermin vorzuschlagen. Der Bundeskanzler beantragte am 11. Dezember 2024 die Abstimmung im Bundestag über die Vertrauensfrage, welche am 16. Dezember 2024 tatsächlich scheiterte.
Entsprechend den erfolgten Absprachen mit den Fraktionen löste Bundespräsident Steinmeier am 27. Dezember 2024 den Bundestag auf, ordnete den 23. Februar 2025 als Termin für die vorgezogene Neuwahl an und hob dabei seine Anordnung für den ursprünglich vorgesehenen Wahltermin auf. Die Bundesinnenministerin ordnete eine Verkürzung von im Bundeswahlgesetz und in der Bundeswahlordnung bestimmten Fristen an.
Der 21. Deutsche Bundestag konstituierte sich am 25. März 2025. In der ersten Sitzung, die durch Alterspräsident Gregor Gysi eröffnet wurde, wählte das Parlament auf Vorschlag des CDU-Fraktionsvorsitzenden Friedrich Merz Julia Klöckner zur Bundestagspräsidentin.

## Wahlrecht
Erstmals kam das durch eine 2023 beschlossene Reform geänderte Zuteilungsverfahren zur Anwendung. Die Größe des Bundestags ist auf regulär 630 Abgeordnete festgeschrieben. Überhang- und Ausgleichsmandate gibt es nicht mehr. Den Bewerbern, die im Wahlkreis die meisten Erststimmen erzielen, ist nicht mehr in jedem Fall ein Sitz garantiert. Direktmandate werden zugeteilt, wenn sie durch einen entsprechenden Zweitstimmenanteil gedeckt sind (Zweitstimmendeckung); davon ausgenommen sind Direktmandate von Einzelbewerbern. Diese Änderung führte zu 23 Erststimmengewinnern ohne Zweitstimmendeckung.
Die Sperrklausel von 5 % (außer für Parteien nationaler Minderheiten) galt wie bisher. Die Grundmandatsklausel sollte laut Gesetz wegfallen. Das Bundesverfassungsgericht erklärte mit Urteil vom 30. Juli 2024 die Wahlrechtsänderung in diesem Punkt für verfassungswidrig. Als Übergangslösung ordnete das Gericht an, dass weiterhin Parteien an der Sitzverteilung teilnehmen, die mindestens 5 % der Zweitstimmen oder in mindestens drei Wahlkreisen die meisten Erststimmen erringen. Diese Grundmandatsklausel wirkte sich bei dieser Bundestagswahl allerdings nicht aus.

## Ausgangslage

### Vorherige Bundestagswahl
An der Bundestagswahl 2021 beteiligten sich 76,35 % der wahlberechtigten Deutschen.
Für CDU/CSU und SPD, auf die in den 1970er Jahren zusammen über 90 Prozent der Zweitstimmen entfielen, entschieden sich erstmals weniger als 50 Prozent der Wähler, während die vier anderen seit 2017 im Bundestag vertreten Parteien erneut in Summe über 40 Prozent erreichten.
Dabei wurde die SPD mit Rückgewinnen gegenüber dem Allzeittief von 2017 erstmals seit der Bundestagswahl 2002 wieder stärkste Kraft, jedoch mit 25,7 % auf deutlich niedrigerem Niveau als 1998 und 1972 mit über 40 %. Die Unionsparteien verzeichneten mit 24,1 % der Zweitstimmen ihr historisch schlechtestes Ergebnis.
Bündnis 90/Die Grünen gewannen 5,8 Prozentpunkte hinzu, erhielten mit 14,7 % der Zweitstimmen ihr historisch bestes Ergebnis, blieben jedoch hinter vorherigen Umfragen zurück. Die FDP erhielt mit einem geringen Zugewinn 11,4 %. Die Alternative für Deutschland (AfD) verlor 2,2 Prozentpunkte.
Die Linke dagegen verlor fast die Hälfte der Wähler, verpasste die Fünf-Prozent-Hürde und galt damit als ein weiterer Verlierer der Wahl; aufgrund dreier gewonnener Direktmandate, zwei davon in Berlin, zog die Partei durch die Grundmandatsklausel dennoch gemäß ihrem Zweitstimmenergebnis in den Bundestag ein. Dort stellte sie mehr als fünf Prozent der Abgeordneten, sodass sie bis zur Abspaltung des BSW drei Jahre lang als Bundestagsfraktion vertreten war. Alle sonstigen angetretenen Parteien verfehlten deutlich die Fünf-Prozent-Hürde, vier konnten dabei die für die Parteienfinanzierung relevante Schwelle von 0,5 % passieren. Der Südschleswigsche Wählerverband, als Partei der dänischen Minderheit von der Fünf-Prozent-Hürde befreit, erreichte bundesweit 0,1 % der gültigen Stimmen (in Schleswig-Holstein 3,2 %) und zog damit erstmals seit der Bundestagswahl 1949 wieder mit einem Abgeordneten in den Bundestag ein. Zuletzt hatte der SSW bei der Bundestagswahl 1961 kandidiert.

### Sitzverteilung im 20. Bundestag
- BSW (G): 10
- Linke (G): 28
- SPD: 207
- Grüne: 117
- SSW: 1
- FDP: 90
- Union: 196
- AfD: 76
- Fraktionslose: 8

Stand 8. Januar 2025
G = Gruppe
Der 20. Deutsche Bundestag war mit 736 Sitzen bei seiner Konstituierung im Oktober 2021 der bisher größte Bundestag. Mit sechs Fraktionen und acht Parteien (ebenfalls bei Konstituierung) war er der fraktionsreichste Bundestag seit der Wahl 1953.
Die stärkste Fraktion stellte mit 206 Sitzen die SPD, die beiden Unionsparteien folgten mit 197 Sitzen, Bündnis 90/Die Grünen mit 118 Sitzen, die FDP mit 92 Sitzen, die AfD besetzte 82 und Die Linke 39 Sitze. Fraktionslos waren der Vertreter des Südschleswigschen Wählerverbands (SSW) sowie ein Abgeordneter, der nicht Teil der AfD-Fraktion wurde, später traten aus ihr fünf Abgeordnete aus. Mit dem Austritt von 10 Abgeordneten um Sahra Wagenknecht löste sich die Linksfraktion Ende 2023 auf und es entstanden Anfang 2024 zwei Gruppen (Die Linke und Bündnis Sahra Wagenknecht).
Nach der Teilwiederholungswahl im Februar 2024 in Berlin verkleinerte sich der Bundestag durch eine niedrigere Wahlbeteiligung bei der Wiederholung um einen Sitz auf 735 Abgeordnete. Ein Sitz der FDP entfiel ersatzlos; drei Mandate wechselten zwischen Landeslisten von Parteien. Im April und Mai 2024 verkleinerte sich der Bundestag um weitere zwei Mandate der CSU, da die Mandate als unausgeglichene Überhangmandate nach § 48 Abs. 1 Satz 2 BWahlG a. F. verfielen.

### Regierungsbildung 2021
Nach der Wahl 2021 kam es zur Bildung einer Ampelkoalition aus SPD, Bündnis 90/Die Grünen und FDP. Der Koalitionsvertrag der 20. Wahlperiode des Bundestages wurde am 7. Dezember 2021 unterzeichnet. Zum Bundeskanzler wurde am 8. Dezember 2021 Olaf Scholz (SPD) gewählt.

### Koalitionsbruch und Regierungsumbildung
Am 6. November 2024 kam es zum Bruch der Ampelkoalition. Nach einem erneuten Streit um die Schuldenbremse bat Bundeskanzler Olaf Scholz bei Bundespräsident Frank-Walter Steinmeier um die Entlassung des Finanzministers Christian Lindner (FDP). Daraufhin baten auch Justizminister Marco Buschmann (FDP) und Bildungsministerin Bettina Stark-Watzinger (FDP) um ihre Entlassung. Verkehrsminister Volker Wissing hingegen trat aus der FDP aus und blieb im Kabinett Scholz. Dieses regierte bis zum Amtsantritt des Kabinetts Merz am 6. Mai 2025 weiter.

## Parteien und Kandidaten

Stimmzettel zur Bundestagswahl im Wahlkreis 261 Esslingen

An einer Bundestagswahl können Parteien mit Landeslisten und Direktkandidaten sowie einzelne Personen als Direktkandidaten teilnehmen. Ein Direktkandidat einer Partei kann nur zugelassen werden, wenn auch eine Landesliste der Partei im Land zugelassen wird. Parteien, die nicht im Bundestag oder in einem Landesparlament seit deren letzter Wahl aufgrund eigener Wahlvorschläge ununterbrochen mit mindestens fünf Abgeordneten vertreten waren, hatten bis zum 7. Januar 2025 ihre Beteiligung beim Bundeswahlleiter anzuzeigen. 56 Parteien zeigten fristgerecht ihre Beteiligung an. Daneben müssen Parteien, die nicht im Bundestag oder in einem Landtag seit deren letzter Wahl aufgrund eigener Wahlvorschläge ununterbrochen mit mindestens fünf Abgeordneten vertreten waren oder eine nationale Minderheit vertreten, für ihre Landeslisten und Direktkandidaten Unterstützungsunterschriften vorlegen.
Der Bundeswahlausschuss fällte am 13. und 14. Januar 2025 die Entscheidung, dass insgesamt 41 Parteien an der Bundestagswahl teilnehmen können. Zehn davon waren zu diesem Zeitpunkt im Bundestag (SPD, CDU, CSU, Grüne, FDP, AfD, Linke) oder einem Landtag (BSW, Bündnis Deutschland, Freie Wähler) mit mindestens fünf Abgeordneten vertreten. Eine Partei, der Südschleswigsche Wählerverband, wurde als Vertretung einer nationalen Minderheit anerkannt. Sie ist von der Fünf-Prozent-Hürde ausgenommen; für einen sicheren Sitz im Bundestag waren jedoch ungefähr 40.000 Stimmen erforderlich.
Landeslisten und Kreiswahlvorschläge waren bis zum 20. Januar 2025 einzureichen. Am 24. Januar 2025 entschieden Landes- und Kreiswahlausschüsse über die Zulassung der Vorschläge. Insgesamt konnten 29 Parteien erfolgreich Landeslisten in mindestens einem Bundesland einreichen. Zehn Parteien traten bundesweit an, neben den Bundes- und Landtagsparteien auch Volt und die MLPD. Je nach Bundesland konnten zwischen elf und 18 Parteien gewählt werden.

### Parteien
Insgesamt traten 29 Parteien mit mindestens einer Landesliste an. In den 299 Wahlkreisen bewarben sich 2665 Personen um ein Direktmandat. Die Anzahl der Mitglieder des Deutschen Bundestages (MdB) gibt den Stand zum Zeitpunkt der Wahl an.
| Partei | Partei | Kurz- bezeichnung | Politische Ausrichtung                                                                                                | Europäische Partei | Zweitstimmen 2021 | MdB | Landeslisten | Wahlkreis- kandidaten                                                                                                 |
| Aufgrund eigener Wahlvorschläge mit mindestens fünf Abgeordneten im Bundestag oder in einem Landesparlament vertreten | Aufgrund eigener Wahlvorschläge mit mindestens fünf Abgeordneten im Bundestag oder in einem Landesparlament vertreten | Aufgrund eigener Wahlvorschläge mit mindestens fünf Abgeordneten im Bundestag oder in einem Landesparlament vertreten | Aufgrund eigener Wahlvorschläge mit mindestens fünf Abgeordneten im Bundestag oder in einem Landesparlament vertreten | Aufgrund eigener Wahlvorschläge mit mindestens fünf Abgeordneten im Bundestag oder in einem Landesparlament vertreten | Aufgrund eigener Wahlvorschläge mit mindestens fünf Abgeordneten im Bundestag oder in einem Landesparlament vertreten | Aufgrund eigener Wahlvorschläge mit mindestens fünf Abgeordneten im Bundestag oder in einem Landesparlament vertreten | Aufgrund eigener Wahlvorschläge mit mindestens fünf Abgeordneten im Bundestag oder in einem Landesparlament vertreten | Aufgrund eigener Wahlvorschläge mit mindestens fünf Abgeordneten im Bundestag oder in einem Landesparlament vertreten |
| --- | --- | --- | --- | --- | --- | --- | --- | --- |
| | Sozialdemokratische Partei Deutschlands                                                                               | SPD | Sozialdemokratie | SPE | 25,7 % | 207 | alle Länder | 299 |
| | Christlich Demokratische Union Deutschlands                                                                           | CDU | Christdemokratie, Konservatismus                                                                                      | EVP | 19,0 % | 153 | alle außer Bayern | 252 |
| | Christlich-Soziale Union in Bayern                                                                                    | CSU | Christdemokratie, Konservatismus                                                                                      | EVP | 5,2 % | 43 | nur Bayern | 47 |
| | Bündnis 90/Die Grünen                                                                                                 | GRÜNE | Grüne Politik, Linksliberalismus                                                                                      | EGP | 14,7 % | 117 | alle Länder | 297 |
| | Freie Demokratische Partei                                                                                            | FDP | Liberalismus, Wirtschaftsliberalismus                                                                                 | ALDE | 11,4 % | 90 | alle Länder | 299 |
| | Alternative für Deutschland                                                                                           | AfD | Nationalkonservatismus, Rechtsextremismus                                                                             | ESN | 10,4 % | 77 | alle Länder | 295 |
| | Die Linke | DIE LINKE | Demokratischer Sozialismus                                                                                            | EL | 4,9 % | 28 | alle Länder | 297 |
| | Bündnis Sahra Wagenknecht                                                                                             | BSW | | – | – | 10 | alle Länder | 35 |
| | Bündnis Deutschland                                                                                                   | BÜNDNIS DEUTSCHLAND                                                                                                   | Rechtskonservatismus, Wirtschaftsliberalismus                                                                         | – | – | 1 | alle Länder | 83 |
| | Freie Wähler | FREIE WÄHLER | Liberal-Konservativ, Regionalismus                                                                                    | EDP | 2,4 % | – | alle Länder | 268 |
| Vertretung anerkannter nationaler Minderheiten                                                                        | | | | | | | | |
| | Südschleswigscher Wählerverband                                                                                       | SSW | Interessenvertretung der dänischen Minderheit                                                                         | EFA | 0,1 % | 1 | nur Schleswig-Holstein                                                                                                | 5 |
| Landeslisten in allen Bundesländern                                                                                   | | | | | | | | |
| | Volt Deutschland | Volt | Europäischer Föderalismus                                                                                             | Volt | 0,35 % | – | alle Länder | 175 |
| | Marxistisch-Leninistische Partei Deutschlands                                                                         | MLPD | Kommunismus, Marxismus-Leninismus                                                                                     | – | 0,04 % | – | alle Länder | 73 |
| Landeslisten in einigen Bundesländern                                                                                 | | | | | | | | |
| | Partei Mensch Umwelt Tierschutz                                                                                       | Tierschutzpartei | Tierschutzpolitik, Linksliberalismus                                                                                  | APEU | 1,46 % | – | 11 (nicht in BB, HB, ST, SH, TH)                                                                                      | 27 |
| | Basisdemokratische Partei Deutschland                                                                                 | dieBasis | Basisdemokratie, Anti-Corona-Maßnahmen                                                                                | – | 1,36 % | – | 4 (BW, BY, NI, NW) | 25 |
| | Partei für Arbeit, Rechtsstaat, Tierschutz, Elitenförderung und basisdemokratische Initiative                         | Die PARTEI | Satire | – | 0,99 % | – | 13 (nicht in MV, SL, TH)                                                                                              | 56 |
| | Die Gerechtigkeitspartei – Team Todenhöfer                                                                            | – | Neoliberalismus, Pazifismus                                                                                           | – | 0,46 % | – | 2 (BE, NW) | 6 |
| | Piratenpartei Deutschland                                                                                             | Piraten | Piratenbewegung | PPEU | 0,37 % | – | 3 (NI, SL, SN) | 3 |
| | Ökologisch-Demokratische Partei                                                                                       | ÖDP | Grüne Politik, Konservatismus                                                                                         | EVP | 0,24 % | – | 3 (BW, BY, RP) | 36 |
| | Partei für Verjüngungsforschung                                                                                       | Verjüngungsforschung                                                                                                  | Verjüngungsforschung, Ein-Themen-Partei                                                                               | – | 0,10 % | – | nur Bremen | – |
| | Partei der Humanisten                                                                                                 | PdH | Evolutionärer Humanismus                                                                                              | – | 0,10 % | – | 2 (BY, NW) | 5 |
| | Bündnis C – Christen für Deutschland                                                                                  | Bündnis C | Christlicher Fundamentalismus                                                                                         | ECPB | 0,09 % | – | nur Baden-Württemberg                                                                                                 | 1 |
| | Bayernpartei | BP | Regionalismus, Wertkonservatismus                                                                                     | EFA | 0,07 % | – | nur Bayern | 6 |
| | Menschliche Welt | MENSCHLICHE WELT | PROUT, Friedenspolitik                                                                                                | – | 0,01 % | – | nur Bremen | – |
| | Partei des Fortschritts                                                                                               | PdF | Basisdemokratie, Liberalismus                                                                                         | – | 0,01 % | – | 2 (BE, NW) | 2 |
| | Sozialistische Gleichheitspartei, Vierte Internationale                                                               | SGP | Trotzkismus | – | 0,00 % | – | nur Berlin | 1 |
| | Bürgerrechtsbewegung Solidarität                                                                                      | BüSo | LaRouche-Bewegung | – | 0,00 % | – | nur Berlin | 4 |
| | MERA25 – Gemeinsam für Europäische Unabhängigkeit                                                                     | MERA25 | Demokratischer Sozialismus, Pro-Europäismus                                                                           | DiEM25 | – | – | 3 (BE, HB, NW) | 1 |
| | WerteUnion | WerteUnion | Rechtskonservatismus, Wirtschaftsliberalismus                                                                         | – | – | 1 | nur Nordrhein-Westfalen                                                                                               | 5 |

Darüber hinaus kandidierten 62 Wahlkreisbewerber ohne Parteizuordnung.
Folgende zwölf Vereinigungen wurden als Parteien anerkannt, ohne dass sie eine Landesliste einreichten oder eine zugelassen wurde: V-Partei³, Unabhängige für bürgernahe Demokratie, Die Liebe Europäische Partei, Gartenpartei, Freie Sachsen, Ab jetzt…Demokratie durch Volksabstimmung, Liberale Demokraten – Die Sozialliberalen, Demokratische Allianz für Vielfalt und Aufbruch, Die Neue Mitte, Cannabis Social Club, Die Sonstigen, Dr. Ansay Partei.
Folgende 25 Vereinigungen hatten ihre Beteiligung angezeigt, wurden jedoch nicht als Partei anerkannt: Wachstumswandel, Deutsche Partei für die ökonomische Neuordnung essentieller Ressourcen (Döner-Partei), Brücke Partei (SAI4Paris), Unity Party of Germany, Bund Köln, AL-Partei (AL), Thüringer Heimatpartei (THP), Initiative für Demokratie und Aufklärung (IDA), Volksstimmen-Partei-Deutschland (VPD), Deutschland 2040 (DE2040), Partei Orange, Die Guten (DGF), Bundeszentralrat der Schwarzen in Deutschland (ZRSD), Partei der Rentner (PDR), Partei der Rentner Landesverband Berlin (PDR), Vereinigte Direktkandidaten, Anarchische Pogo-Partei Deutschlands (APPD), Ultranation, interNationalSozialistische Deutsche Arbeiter-Partei (iNSDAP), Anarcho-Partei, Anarchie-Partei, Identitäre Bewegung e. V. (IBD), BündnisGRAL – Ganzheitliches Recht Auf Leben (Bündnis GRAL), Partei für Motorsport (PfM).

### Kanzler- bzw. Spitzenkandidaten
Der Bundeskanzler wird auf Vorschlag des Bundespräsidenten vom Bundestag gewählt. Zur Wahl antretende Parteien stellen abgesehen von diesem tatsächlichen Prozedere Kandidaten auf, die bei einem Wahlsieg für das Bundeskanzleramt vorgesehen sind. Wahlumfragen berücksichtigen dies teils durch Abfrage von Sympathiewerten der Kanzlerkandidaten. Die Kanzler- bzw. Spitzenkandidaten sind abgebildet und in den Tabellen fett hervorgehoben.

#### SPD

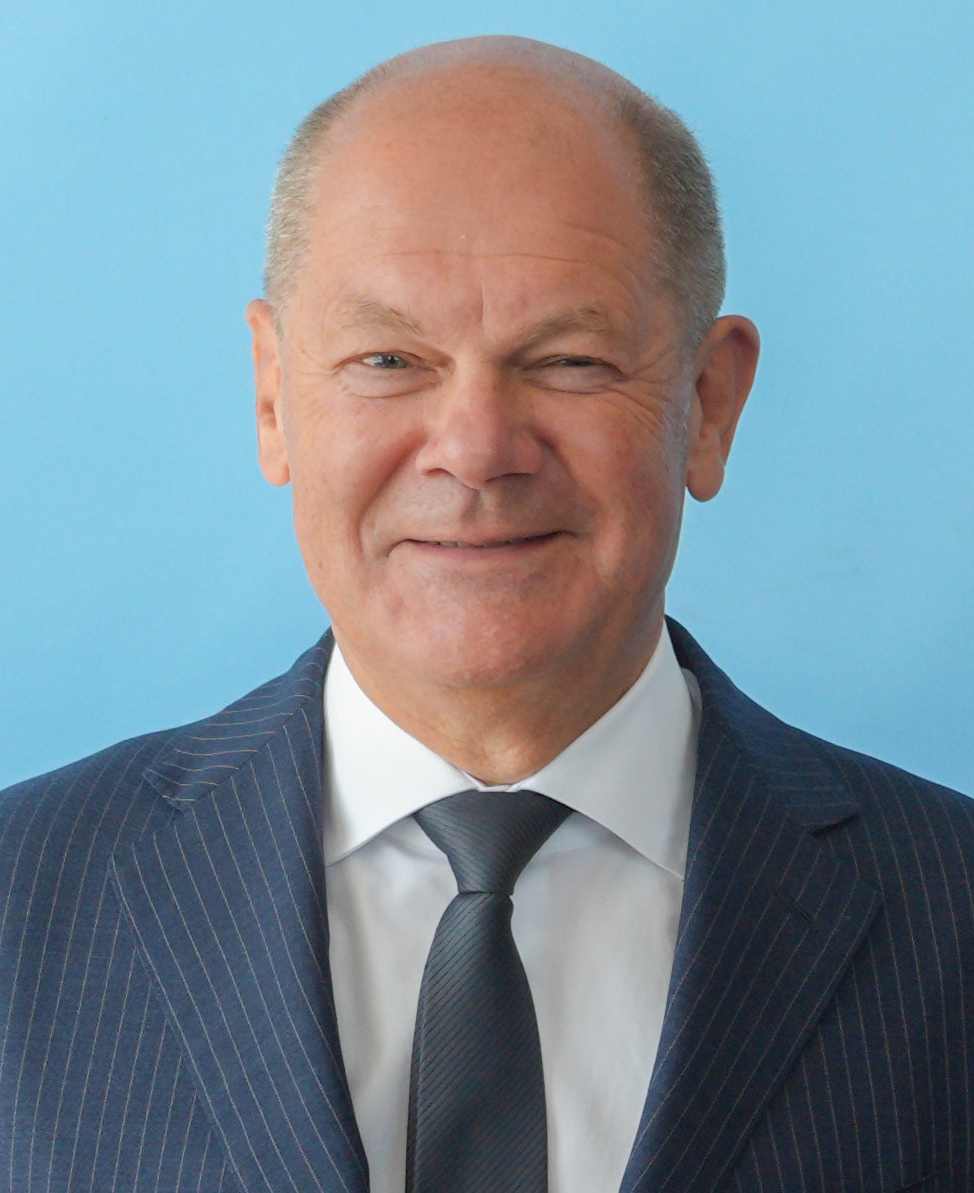
Olaf Scholz, erneuter Kanzlerkandidat der SPD

Bundeskanzler Olaf Scholz kündigte bereits 2022 an, auch bei der Bundestagswahl 2025 als SPD-Kanzlerkandidat antreten zu wollen. Neben ihm war aufgrund von Beliebtheitsumfragen auch Bundesverteidigungsminister Boris Pistorius als Kanzlerkandidat gehandelt worden. Pistorius gab jedoch im November 2024 bekannt, in einer neuen Regierung Verteidigungsminister bleiben zu wollen. Auf einem Parteitag im Januar 2025 wurde Scholz als Kanzlerkandidat bestätigt.
| Land                   | Listenführer         |
| ---------------------- | -------------------- |
| Baden-Württemberg      | Saskia Esken         |
| Bayern                 | Carsten Träger       |
| Berlin                 | Ruppert Stüwe        |
| Brandenburg            | Olaf Scholz          |
| Bremen                 | Ulrike Hiller        |
| Hamburg                | Wolfgang Schmidt     |
| Hessen                 | Sören Bartol         |
| Mecklenburg-Vorpommern | Reem Alabali-Radovan |
| Niedersachsen          | Lars Klingbeil       |
| Nordrhein-Westfalen    | Rolf Mützenich       |
| Rheinland-Pfalz        | Tanja Machalet       |
| Saarland               | Esra Limbacher       |
| Sachsen                | Kathrin Michel       |
| Sachsen-Anhalt         | Martin Kröber        |
| Schleswig-Holstein     | Tim Klüssendorf      |
| Thüringen              | Carsten Schneider    |

#### CDU und CSU

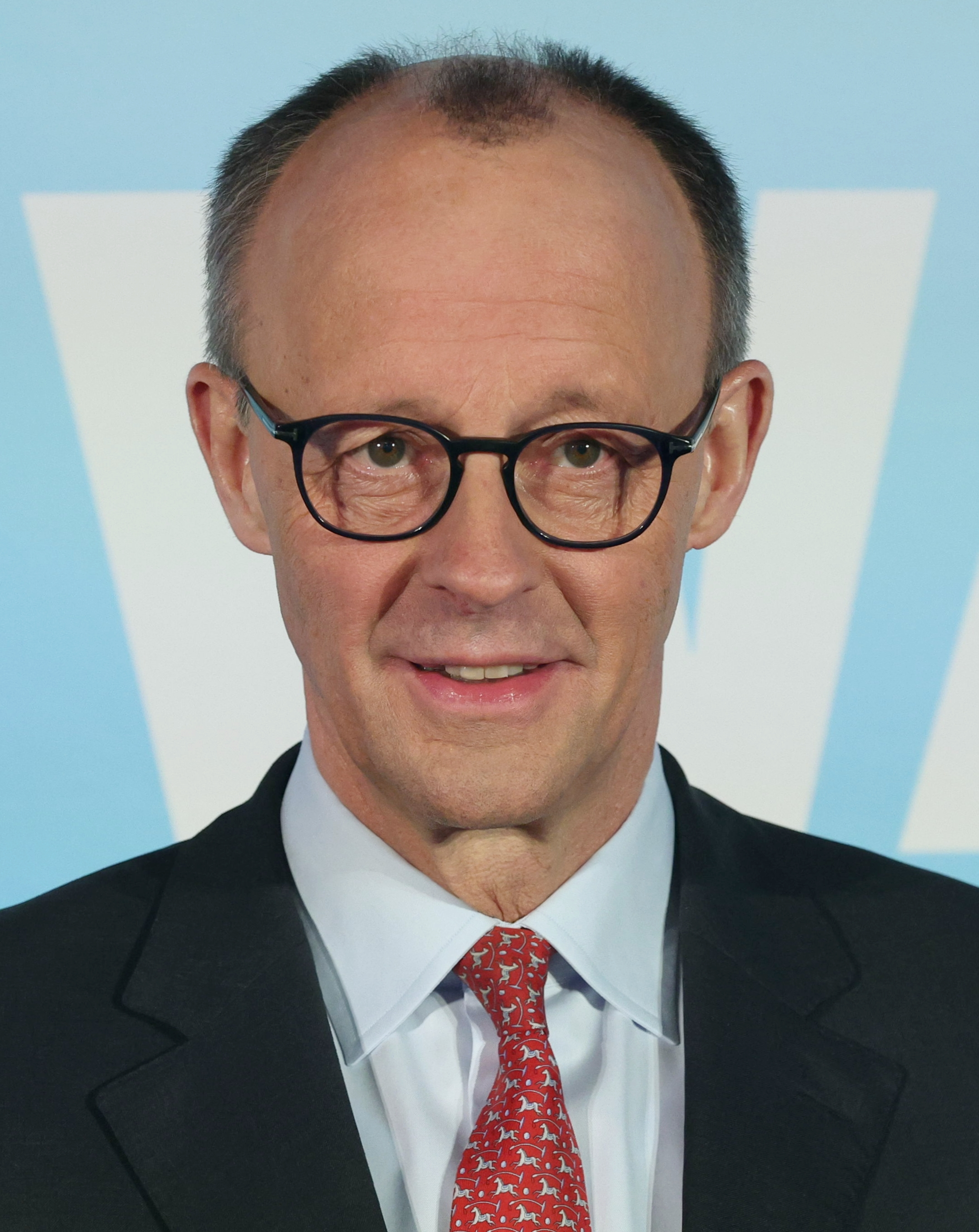
Friedrich Merz, Kanzlerkandidat der CDU

Im September 2024 einigten sich die Vorsitzenden von CDU und CSU auf Friedrich Merz als Kanzlerkandidaten. Markus Söder verzichtete. Vorangegangen hatte Hendrik Wüst seinen Verzicht erklärt und seine Unterstützung für Merz zugesichert. Zuvor war auch Daniel Günther als potenzieller Kandidat genannt worden.
| Land                         | Listenführer       |
| ---------------------------- | ------------------ |
| Baden-Württemberg (CDU)      | Thorsten Frei      |
| Bayern (CSU)                 | Alexander Dobrindt |
| Berlin (CDU)                 | Jan-Marco Luczak   |
| Brandenburg (CDU)            | Uwe Feiler         |
| Bremen (CDU)                 | Thomas Röwekamp    |
| Hamburg (CDU)                | Christoph Ploß     |
| Hessen (CDU)                 | Patricia Lips      |
| Mecklenburg-Vorpommern (CDU) | Philipp Amthor     |
| Niedersachsen (CDU)          | Mathias Middelberg |
| Nordrhein-Westfalen (CDU)    | Friedrich Merz     |
| Rheinland-Pfalz (CDU)        | Julia Klöckner     |
| Saarland (CDU)               | Roland Theis       |
| Sachsen (CDU)                | Carsten Körber     |
| Sachsen-Anhalt (CDU)         | Sepp Müller        |
| Schleswig-Holstein (CDU)     | Johann Wadephul    |
| Thüringen (CDU)              | Christian Hirte    |

#### Bündnis 90/Die Grünen

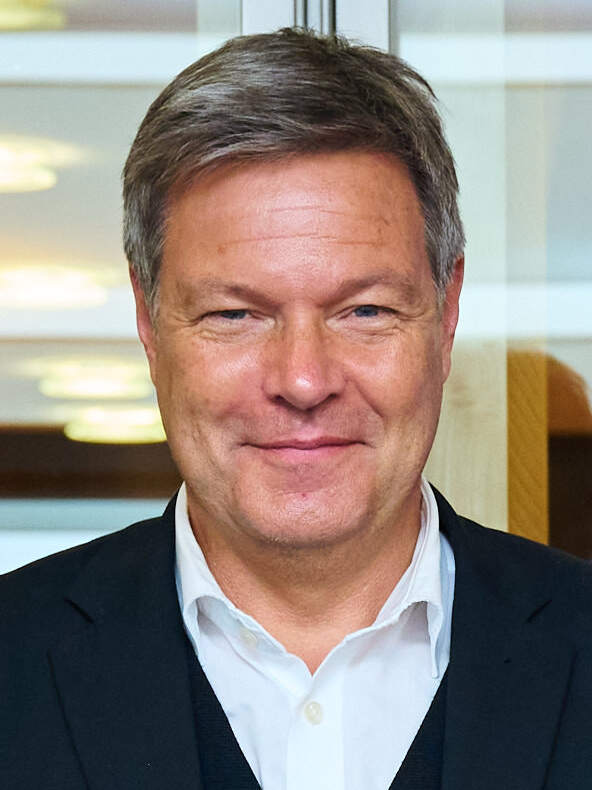
Robert Habeck, Kanzlerkandidat der Grünen

Annalena Baerbock erklärte im Juli 2024 ihren Verzicht auf eine erneute Kanzlerkandidatur. Robert Habeck kündigte im November 2024 an, sich um die Kandidatur zu bewerben. Sowohl Baerbock als auch Habeck sollten dabei die Spitzenkandidaten ihrer Partei sein.
| Land                   | Listenführer            |
| ---------------------- | ----------------------- |
| Baden-Württemberg      | Franziska Brantner      |
| Bayern                 | Jamila Schäfer          |
| Berlin                 | Lisa Paus               |
| Brandenburg            | Annalena Baerbock       |
| Bremen                 | Kirsten Kappert-Gonther |
| Hamburg                | Katharina Beck          |
| Hessen                 | Anna Lührmann           |
| Mecklenburg-Vorpommern | Claudia Müller          |
| Niedersachsen          | Filiz Polat             |
| Nordrhein-Westfalen    | Britta Haßelmann        |
| Rheinland-Pfalz        | Misbah Khan             |
| Saarland               | Jeanne Dillschneider    |
| Sachsen                | Paula Piechotta         |
| Sachsen-Anhalt         | Steffi Lemke            |
| Schleswig-Holstein     | Luise Amtsberg          |
| Thüringen              | Katrin Göring-Eckardt   |

#### FDP

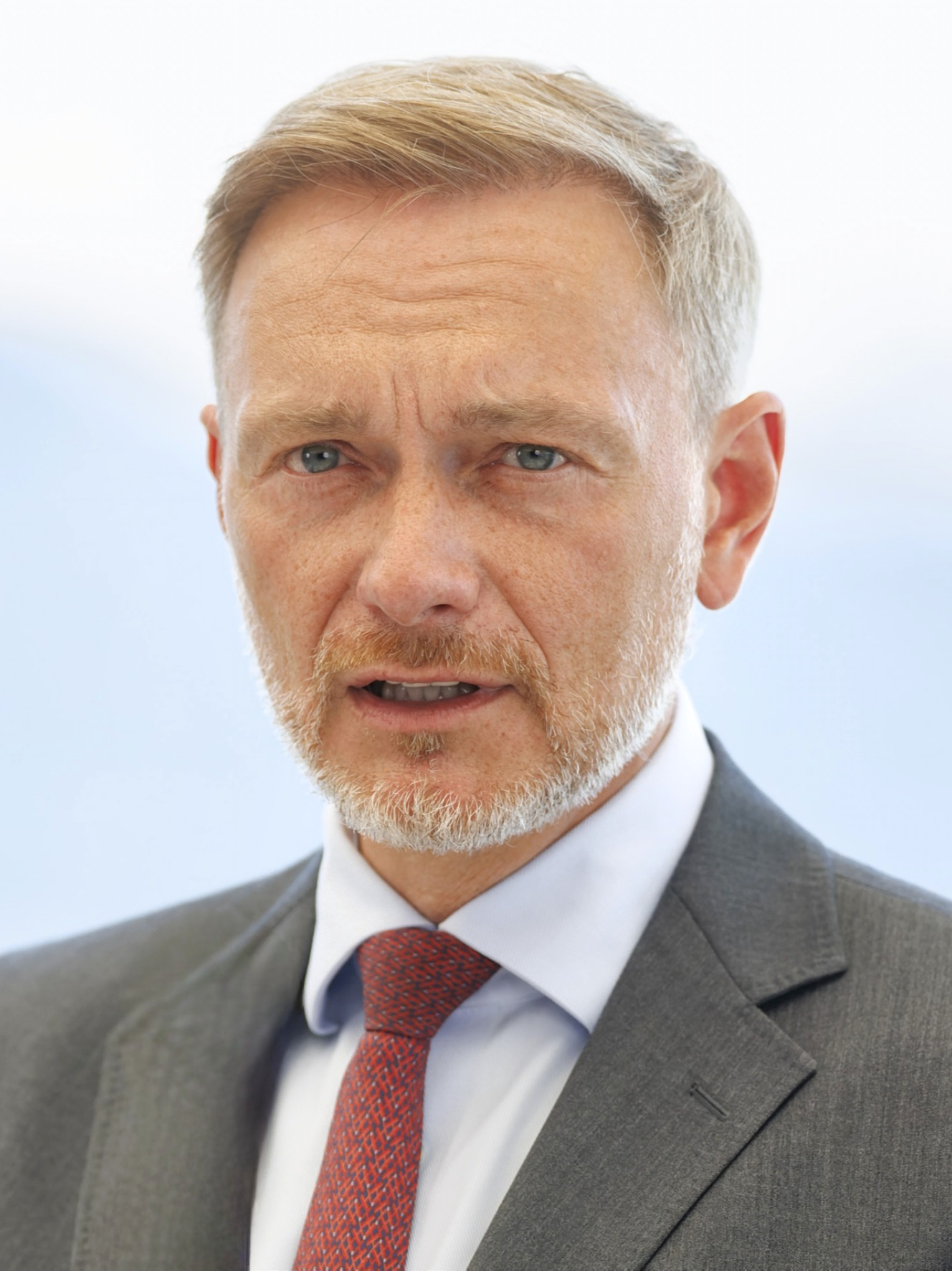
Christian Lindner, Spitzenkandidat der FDP

Christian Lindner erklärte im November 2024, er wolle für die FDP erneut als Spitzenkandidat bei der Bundestagswahl 2025 antreten.
| Land                   | Listenführer            |
| ---------------------- | ----------------------- |
| Baden-Württemberg      | Judith Skudelny         |
| Bayern                 | Martin Hagen            |
| Berlin                 | Christoph Meyer         |
| Brandenburg            | Linda Teuteberg         |
| Bremen                 | Volker Redder           |
| Hamburg                | Ria Schröder            |
| Hessen                 | Bettina Stark-Watzinger |
| Mecklenburg-Vorpommern | Christian Bartelt       |
| Niedersachsen          | Christian Dürr          |
| Nordrhein-Westfalen    | Christian Lindner       |
| Rheinland-Pfalz        | Carina Konrad           |
| Saarland               | Oliver Luksic           |
| Sachsen                | Torsten Herbst          |
| Sachsen-Anhalt         | Marcus Faber            |
| Schleswig-Holstein     | Wolfgang Kubicki        |
| Thüringen              | Tim Wagner              |

#### AfD

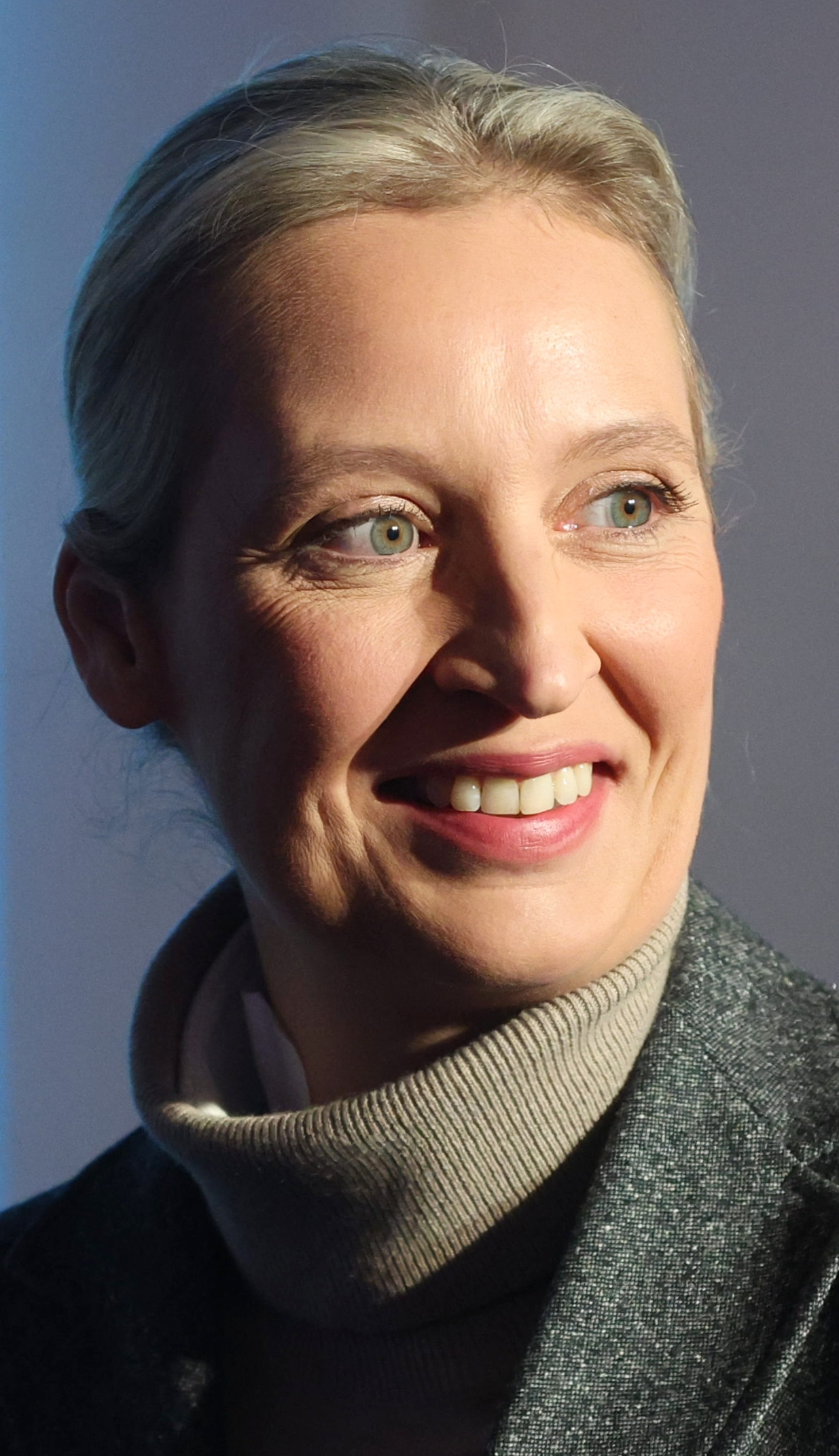
Alice Weidel, Kanzlerkandidatin der AfD

Im Juni 2023 kündigte Alice Weidel an, die AfD werde erstmals einen Kanzlerkandidaten aufstellen. Ende September 2024 einigten sich die beiden Vorsitzenden Tino Chrupalla und Alice Weidel darauf, dass Weidel die Partei als Kanzlerkandidatin in den Wahlkampf führen solle. Im Dezember 2024 wurde Weidel vom Bundesvorstand der AfD zur Kanzlerkandidatin nominiert. Auf einem Parteitag im Januar 2025 wurde sie als Kanzlerkandidatin bestätigt.
| Land                   | Listenführer          |
| ---------------------- | --------------------- |
| Baden-Württemberg      | Alice Weidel          |
| Bayern                 | Stephan Protschka     |
| Berlin                 | Beatrix von Storch    |
| Brandenburg            | René Springer         |
| Bremen                 | Sergej Minich         |
| Hamburg                | Bernd Baumann         |
| Hessen                 | Jan Nolte             |
| Mecklenburg-Vorpommern | Leif-Erik Holm        |
| Niedersachsen          | Dirk Brandes          |
| Nordrhein-Westfalen    | Kay Gottschalk        |
| Rheinland-Pfalz        | Sebastian Münzenmaier |
| Saarland               | Carsten Becker        |
| Sachsen                | Tino Chrupalla        |
| Sachsen-Anhalt         | Martin Reichardt      |
| Schleswig-Holstein     | Kurt Kleinschmidt     |
| Thüringen              | Stephan Brandner      |

#### Die Linke

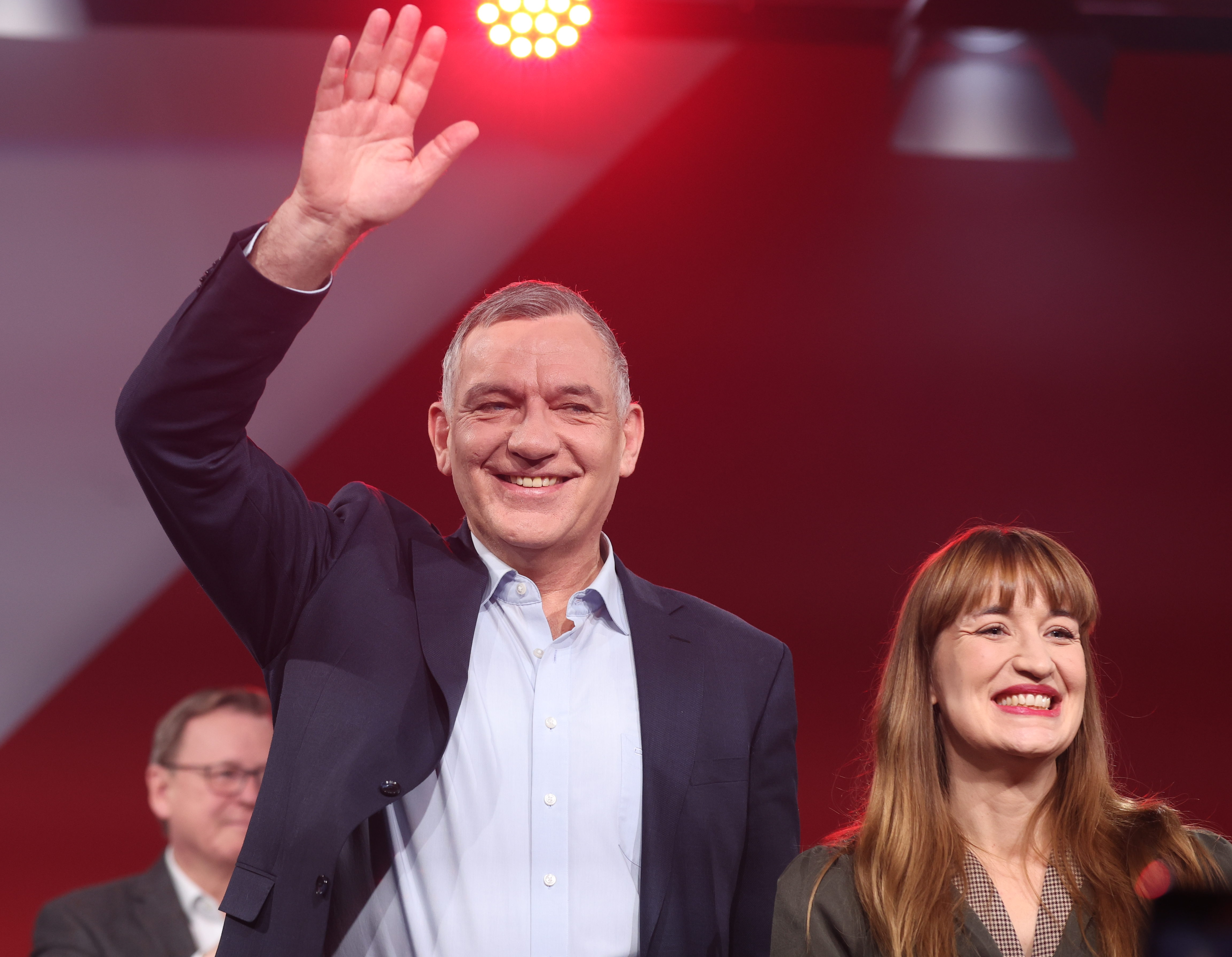
Jan van Aken und Heidi Reichinnek, Spitzenkandidaten der Linken

Die Partei gab im November 2024 die Vorsitzende der Bundestagsgruppe Heidi Reichinnek und den neuen Parteivorsitzenden Jan van Aken als Spitzenkandidaten bekannt.
| Land                   | Listenführer        |
| ---------------------- | ------------------- |
| Baden-Württemberg      | Sahra Mirow         |
| Bayern                 | Ates Gürpinar       |
| Berlin                 | Gregor Gysi         |
| Brandenburg            | Christian Görke     |
| Bremen                 | Doris Achelwilm     |
| Hamburg                | Jan van Aken        |
| Hessen                 | Janine Wissler      |
| Mecklenburg-Vorpommern | Dietmar Bartsch     |
| Niedersachsen          | Heidi Reichinnek    |
| Nordrhein-Westfalen    | Sascha H. Wagner    |
| Rheinland-Pfalz        | Gerhard Trabert     |
| Saarland               | Michael Arndt       |
| Sachsen                | Sören Pellmann      |
| Sachsen-Anhalt         | Janina Böttger      |
| Schleswig-Holstein     | Lorenz Gösta Beutin |
| Thüringen              | Bodo Ramelow        |

#### BSW

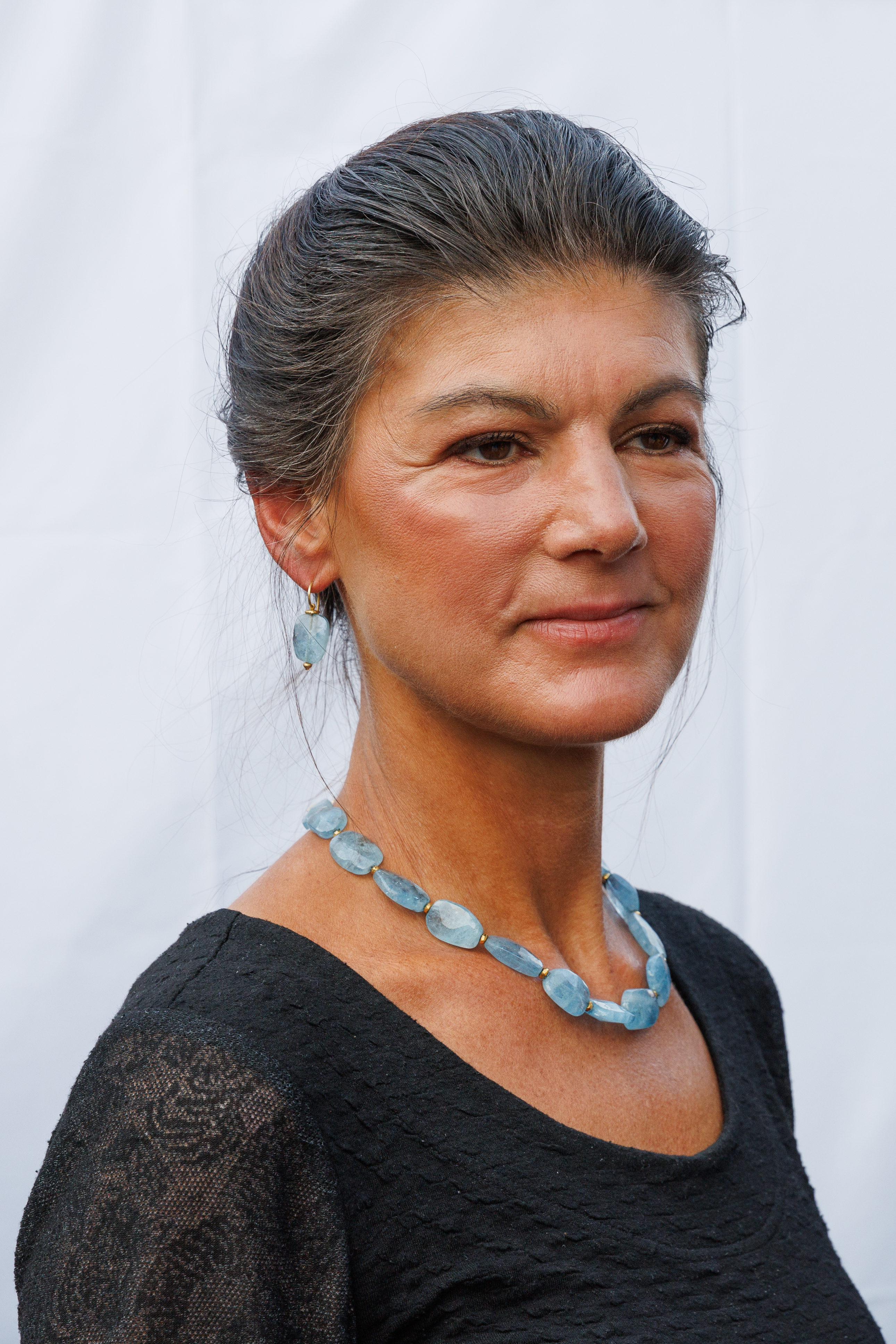
Sahra Wagenknecht, Kanzlerkandidatin des BSW

Generalsekretär Christian Leye gab für die 2024 gegründete Partei BSW im Dezember bekannt, dass die namensgebende Gründerin Sahra Wagenknecht als Kanzlerkandidatin antrete, damit die Konkurrenten sich durch die „aktuelle Kanzlerkandidaten-Inflation“ keinen ungerechtfertigten Vorteil verschaffen könnten.
| Land                   | Listenführer          |
| ---------------------- | --------------------- |
| Baden-Württemberg      | Jessica Tatti         |
| Bayern                 | Klaus Ernst           |
| Berlin                 | Oliver Ruhnert        |
| Brandenburg            | Friederike Benda      |
| Bremen                 | Christopher Schulze   |
| Hamburg                | Żaklin Nastić         |
| Hessen                 | Ali Al-Dailami        |
| Mecklenburg-Vorpommern | Friedrich Straetmanns |
| Niedersachsen          | Amira Mohamed Ali     |
| Nordrhein-Westfalen    | Sahra Wagenknecht     |
| Rheinland-Pfalz        | Alexander Ulrich      |
| Saarland               | Desiree Kany          |
| Sachsen                | Marcel Machill        |
| Sachsen-Anhalt         | Michael Lüders        |
| Schleswig-Holstein     | Milad Salami          |
| Thüringen              | Robert Henning        |

## Wahlkampf

### „D-Day-Affäre“
Kurz nach der Ankündigung von Neuwahlen sorgten Berichte der Süddeutschen Zeitung und Die Zeit vom 15. November 2024 über ein internes Strategiepapier der FDP für Aufsehen. In dem Dokument, das die Partei später selber veröffentlichte, wurden Ausstiegsszenarien aus der Koalition beschrieben, was den Streit zwischen den einstigen Koalitionspartnern verschärfte, ob die FDP aktiv den Bruch der Koalition geplant hätte oder sich bloß auf ein mögliches Scheitern der Regierung vorbereitet hätte. Scharf kritisiert wurden auch diverse Formulierungen in dem Papier, das mehrmals von einem „D-Day“ oder einer „offenen Feldschlacht“ sprach. Bijan Djir-Sarai, Generalsekretär der FDP, bestritt zunächst die Verwendung dieser Begriffe, behauptete später aber, das Papier sei auf Mitarbeiterebene entstanden und der Parteispitze nicht bekannt gewesen. Er trat kurz darauf ebenso wie FDP-Bundesgeschäftsführer Carsten Reymann von seinem Amt zurück.

### „Mission Silberlocke“

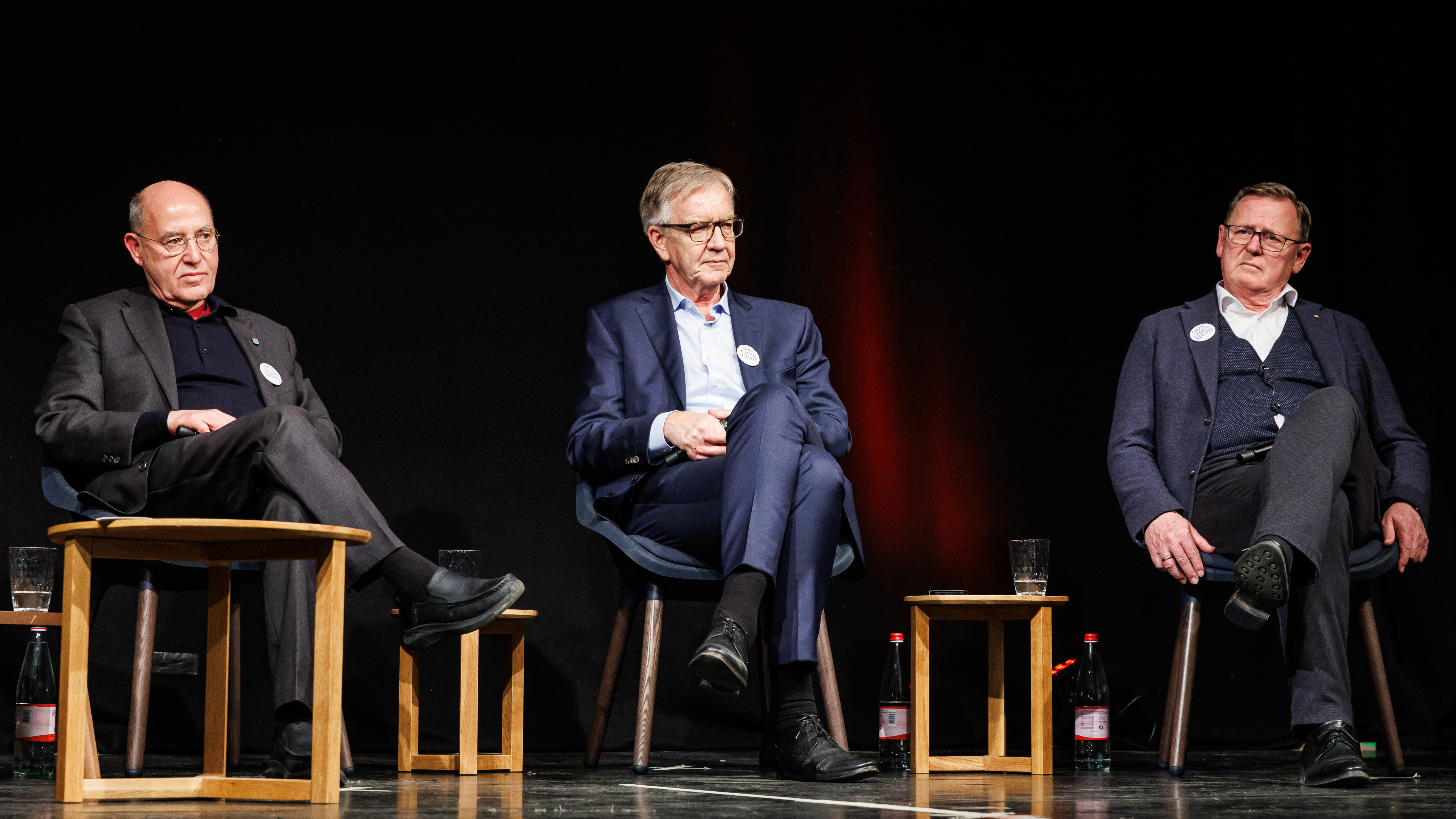
Gysi, Bartsch und Ramelow bei einem gemeinsamen Auftritt in Erfurt

Für die Partei Die Linke reichte es bei der vorangegangenen Wahl nur durch den Gewinn von drei Direktmandaten zum Einzug als Fraktion, nachdem die Fünf-Prozent-Hürde knapp verpasst wurde. Um den Wiedereinzug bei der Neuwahl zu sichern, stellte die Partei im November 2024 das Konzept mit dem Namen „Mission Silberlocke“ vor. Demzufolge sollten Gregor Gysi, Dietmar Bartsch und Bodo Ramelow als bekannte Gesichter ihrer Partei die Direktmandate in ihren Wahlkreisen anvisieren, um so auch im Falle eines Zweitstimmenergebnisses der Partei von unter fünf Prozent ein Scheitern an der Sperrklausel zu verhindern. Die Partei lag zu diesem Zeitpunkt bei rund drei Prozent in den Umfragen. Gysi hat den Wahlkreis Berlin-Treptow – Köpenick seit 2005 fünfmal in Folge gewinnen können. Ramelow galten als ehemaligem Ministerpräsident Thüringens ebenfalls große Sympathien im Wahlkreis Erfurt – Weimar – Weimarer Land II, bei der Landtagswahl im September 2024 konnte er den Wahlkreis Erfurt III mit über 42 % der Stimmen gewinnen. Bartsch, zuletzt Fraktionsvorsitzender der aufgelösten Linksfraktion, unterlag bei den vergangenen beiden Wahlen hingegen im Wahlkreis Rostock – Landkreis Rostock II. Die drei Politiker beteiligten sich in der Folge verstärkt in den Auftritten der Partei in sozialen Medien. Die Linke konnte schließlich bei der Wahl sogar sechs Direktmandate gewinnen (darunter auch Gysi und Ramelow), Bartsch zog über die Landesliste in das Parlament ein.

### Abstimmungen zur Migrationspolitik

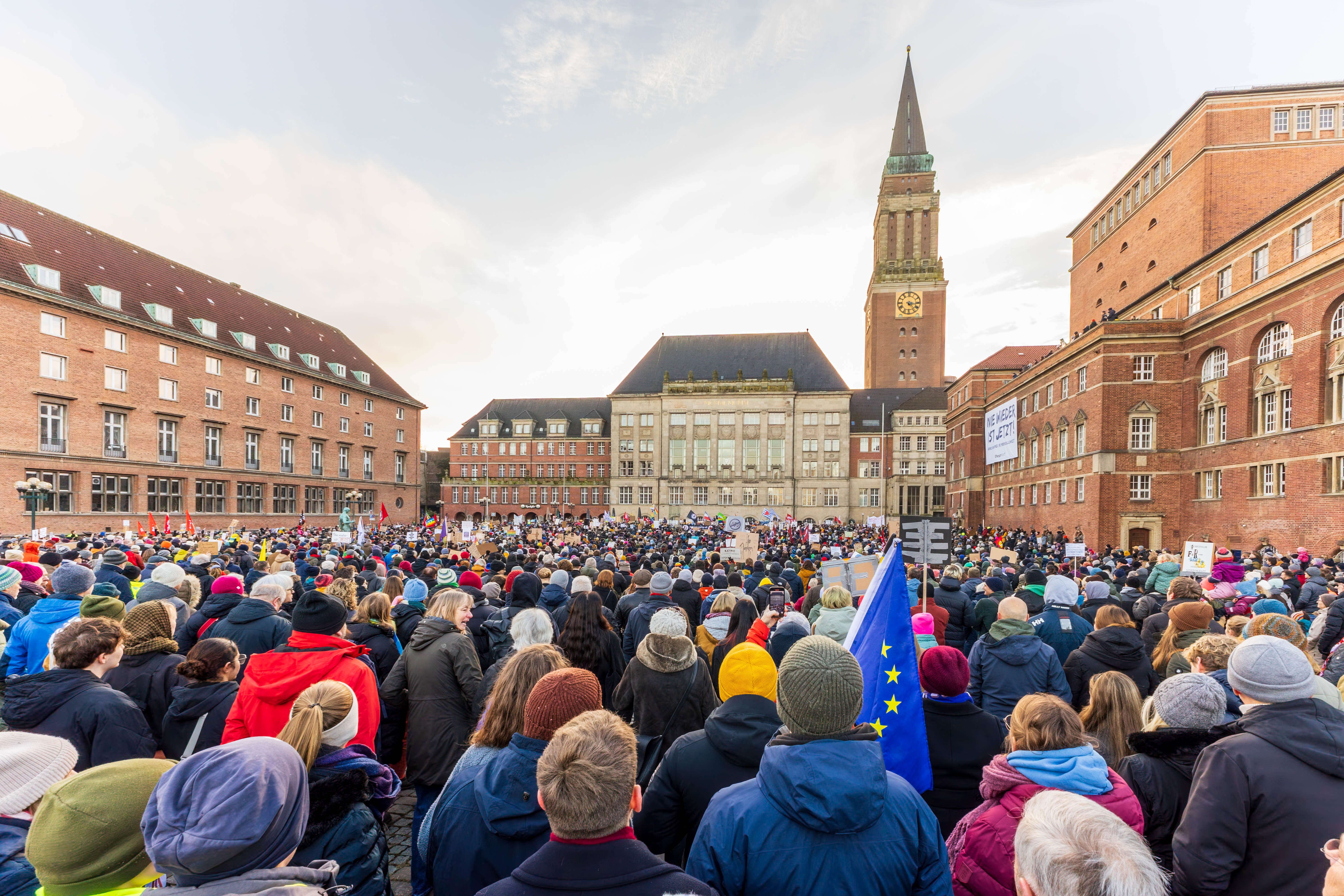
Demonstration auf dem Kieler Rathausplatz mit 15.000 Teilnehmern am 2. Februar

Nach einem Messerangriff in Aschaffenburg Ende Januar verschärfte sich die bereits seit längerem herrschende Debatte über die Migrationspolitik erneut. So forderte die Union unter Friedrich Merz, dass die Grenzen Deutschlands dauerhaft kontrolliert werden sollen und Personen ohne gültige Einreisedokumente, ausdrücklich auch Asylsuchende, zurückgewiesen werden sollen. Darüber hinaus sollen nachvollziehbar ausreisepflichtige Personen unmittelbar in Haft genommen werden können. Des Weiteren sah der Plan erweiterte Kompetenzen für die Bundespolizei und eine Verschärfung des Aufenthaltsrechts gegen Straftäter und Gefährder vor. Die Union brachte dafür zwei Entschließungsanträge in den Bundestag ein, über die am 29. Januar namentlich abgestimmt wurde. Der erste Antrag, der den sogenannten Fünf-Punkte-Plan enthielt, wurde mit den Stimmen der CDU/CSU, FDP und AfD knapp angenommen; der zweite Antrag, der auch die elektronische Gesichtserkennung und Vorratsdatenspeicherung enthielt, scheiterte deutlich. Das Vorgehen rief auch über die Parlamentsparteien hinaus breite Kritik hervor, die sich meist gegen das Ausnutzen einer Mehrheit mit der in Teilen rechtsextremistischen AfD richtete. So meldete sich auch die ehemalige Bundeskanzlerin Angela Merkel zu Wort und wies Friedrich Merz in ihrer Erklärung auf seine Äußerungen aus dem November 2024 hin, als er SPD und Grünen vorschlug, nur Entscheidungen auf die Tagesordnung zu setzen, bei denen man sich im Vorfeld gemeinsam geeinigt hätte, um so Zufallsmehrheiten mit der AfD zu vermeiden. Friedrich Merz äußerte kurz nach der Abstimmung sein Bedauern über die zustande gekommene Mehrheit mit der AfD. Zwei Tage später stellte die Union jedoch das Zustrombegrenzungsgesetz zur Abstimmung im Bundestag, bei dem erneut eine Mehrheitsbildung mit der AfD befürchtet wurde. Das Gesetzesvorhaben hatte die Aussetzung des Familiennachzugs für subsidiär Geschützte sowie die Erweiterung von Befugnissen für die Bundespolizei zum Ziel. Die Plenarsitzung wurde unmittelbar unterbrochen und erst nach vierstündigen Beratungen fortgesetzt. Bei der anschließenden Abstimmung scheiterte das Gesetzesvorhaben von CDU/CSU trotz der Unterstützung aus FDP, BSW und AfD. Gegen den Umgang von Merz und der CDU mit der AfD regte sich auch in der Zivilbevölkerung großer Protest, der sich im Februar in bundesweiten Demonstrationen äußerte. Neben diversen Protesten vor dem Konrad-Adenauer-Haus versammelten sich etwa am 2. Februar über 160.000 Menschen in Berlin. Zehntausende Menschen kamen auch in Hamburg, Köln oder Regensburg zusammen.

### Fernsehformate
In den folgenden überregionalen Fernsehformaten trafen unter anderem die Kanzler- bzw. Spitzenkandidaten (fett hervorgehoben) der im Bundestag vertreten Parteien aufeinander.
| Belege                      | Format und Name der Sendung                                         | Datum                       | Sender                                  | Moderation                           | SPD              | CDU               | Grüne             | FDP               | AfD            | Linke        | BSW               | CSU                |
| --------------------------- | ------------------------------------------------------------------- | --------------------------- | --------------------------------------- | ------------------------------------ | ---------------- | ----------------- | ----------------- | ----------------- | -------------- | ------------ | ----------------- | ------------------ |
| [ 62 ] [ 63 ]               | Joko & Klaas gegen ProSieben Joko & Klaas LIVE – #PolitikUndAnstand | 10. Dezember 2024 20:15 Uhr | ProSieben                               | —                                    | Olaf Scholz      | Friedrich Merz    | Robert Habeck     | —                 | —              | —            | —                 | —                  |
| [ 64 ]                      | Elefantenrunde / Town-Hall-Format Wie geht’s, Deutschland?          | 28. Januar 2025             | ZDF                                     | Dunja Hayali, Mitri Sirin            | Lars Klingbeil   | Thorsten Frei     | Annalena Baerbock | Christian Lindner | Alice Weidel   | Jan van Aken | Sahra Wagenknecht | Alexander Dobrindt |
| [ 65 ]                      | Schlagabtausch                                                      | 05. Februar 2025            | ZDF                                     | Andreas Wunn                         | —                | —                 | Felix Banaszak    | Christian Lindner | Tino Chrupalla | Jan van Aken | Sahra Wagenknecht | Alexander Dobrindt |
| [ 66 ] [ 67 ] [ 68 ]        | Fernsehduell Das Duell – Scholz gegen Merz                          | 09. Februar 2025 20:15 Uhr  | Das Erste, ZDF, tagesschau24, phoenix   | Sandra Maischberger, Maybrit Illner  | Olaf Scholz      | Friedrich Merz    | —                 | —                 | —              | —            | —                 | —                  |
| [ 70 ]                      | Hart aber fair Vierkampf der kleinen Parteien                       | 10. Februar 2025 21:15 Uhr  | Das Erste                               | Louis Klamroth                       | —                | —                 | —                 | Christian Lindner | —              | Jan van Aken | Sahra Wagenknecht | Dorothee Bär       |
| [ 71 ] [ 72 ] [ 73 ] [ 74 ] | Kannste (nochmal) Kanzler??                                         | 12. Februar 2025 20:15 Uhr  | Sat.1/Joyn                              | —                                    | Olaf Scholz      | Friedrich Merz    | —                 | —                 | —              | —            | —                 | —                  |
| [ 75 ] [ 76 ] [ 77 ]        | Town-Hall-Format Klartext                                           | 13. Februar 2025 19:25 Uhr  | ZDF                                     | Bettina Schausten, Christian Sievers | Olaf Scholz      | Friedrich Merz    | Robert Habeck     | —                 | Alice Weidel   | —            | —                 | —                  |
| [ 78 ]                      | Der große Wahlabend – Kandidaten im Kreuzverhör                     | 16. Februar 2025 19:00 Uhr  | RTL (in Kooperation mit N-tv und Stern) | Roberta Bieling, Nikolaus Blome      | —                | —                 | —                 | Christian Lindner | —              | Gregor Gysi  | Sahra Wagenknecht | —                  |
| [ 79 ] [ 80 ]               | Das Quadrell – Kampf ums Kanzleramt                                 | 16. Februar 2025 20:15 Uhr  | RTL (in Kooperation mit N-tv und Stern) | Pinar Atalay, Günther Jauch          | Olaf Scholz      | Friedrich Merz    | Robert Habeck     | —                 | Alice Weidel   | —            | —                 | —                  |
| [ 66 ] [ 82 ] [ 83 ]        | Town-Hall-Format Wahlarena                                          | 17. Februar 2025 21 Uhr     | Das Erste, tagesschau24                 | Jessy Wellmer, Louis Klamroth        | Olaf Scholz      | Friedrich Merz    | Robert Habeck     | —                 | Alice Weidel   | —            | —                 | —                  |
| [ 84 ] [ 85 ]               | Fernsehduell Finales Duell Merz gegen Scholz                        | 19. Februar 2025 20:15 Uhr  | Welt TV (in Kooperation mit bild.de)    | Marion Horn, Jan Philipp Burgard     | Olaf Scholz      | Friedrich Merz    | —                 | —                 | —              | —            | —                 | —                  |
| [ 66 ] [ 82 ] [ 86 ]        | Elefantenrunde Runde der Spitzenkandidaten                          | 20. Februar 2025 22 Uhr     | Das Erste, tagesschau24, ZDF, phoenix   | Diana Zimmermann, Markus Preiß       | Matthias Miersch | Carsten Linnemann | Annalena Baerbock | Christian Lindner | Alice Weidel   | Jan van Aken | Sahra Wagenknecht | Alexander Dobrindt |
| [ 87 ] [ 88 ]               | Bürger-Speed-Dating Wahl-Countdown                                  | 22. Februar 2025 20:15 Uhr  | Sat.1/ProSieben                         | Linda Zervakis, Paul Ronzheimer      | Olaf Scholz      | —                 | Robert Habeck     | —                 | Alice Weidel   | —            | —                 | —                  |

## Umfragen und Prognosen

Umfrageverlauf seit der Bundestagswahl 2021

Seit Mai 2022 lag die Union in den Umfragen ununterbrochen an der Spitze, während die SPD sich 2022 und 2023 abwärts entwickelte und anschließend konstant an dritter Steller blieb. Die AfD, die 2021 noch bei zehn Prozent abschnitt, wurde im Juli 2023 erstmals mit über 20 Prozent in verschiedenen Umfragen angegeben, ehe sie zwischenzeitlich wieder abstieg, bedingt durch die Proteste gegen Rechtsextremismus ab Januar 2024. Nach dem Regierungsbruch im November 2024 stiegen die Umfragewerte der AfD und der Grünen wieder an, während BSW und die Union parallel dazu verloren. In den letzten beiden Monaten vor der Wahl stieg die Linke rasant an. Die folgende Tabelle zeigt die jeweils letzte Sonntagsfrage der Umfrageinstitute vor der Wahl:
| Institut                | Datum                  | SPD    | Union  | Grüne  | FDP    | AfD    | Linke | FW    | BSW    | Sonst. |
| ----------------------- | ---------------------- | ------ | ------ | ------ | ------ | ------ | ----- | ----- | ------ | ------ |
| Wahl zum 21. Bundestag  | Wahl zum 21. Bundestag | 16,4 % | 28,5 % | 11,6 % | 4,3 %  | 20,8 % | 8,8 % | 1,5 % | 4,98 % | 3,1 %  |
| Allensbach              | 21.02.2025             | 14,5 % | 32 %   | 12 %   | 4,5 %  | 20 %   | 7,5 % | —     | 4,5 %  | 5 %    |
| Forsa                   | 21.02.2025             | 15 %   | 29 %   | 13 %   | 5 %    | 21 %   | 8 %   | —     | 5 %    | 8 %    |
| Forschungsgruppe Wahlen | 20.02.2025             | 16 %   | 28 %   | 14 %   | 4,5 %  | 21 %   | 8 %   | —     | 4,5 %  | 4 %    |
| GMS                     | 19.02.2025             | 15 %   | 31 %   | 13 %   | 4 %    | 20 %   | 6 %   | 2 %   | 4 %    | 5 %    |
| Infratest dimap         | 13.02.2025             | 14 %   | 32 %   | 14 %   | 4 %    | 21 %   | 6 %   | —     | 4,5 %  | 4,5 %  |
| INSA                    | 22.02.2025             | 15 %   | 29,5 % | 12,5 % | 4,5 %  | 21 %   | 7,5 % | —     | 5 %    | 5 %    |
| Ipsos                   | 21.02.2025             | 16 %   | 30 %   | 12 %   | 4,5 %  | 21 %   | 7 %   | —     | 4,5 %  | 5 %    |
| YouGov                  | 21.02.2025             | 16 %   | 29 %   | 13 %   | 4 %    | 20 %   | 8 %   | —     | 5 %    | 5 %    |
| Wahl zum 20. Bundestag  | Wahl zum 20. Bundestag | 25,7 % | 24,2 % | 14,7 % | 11,4 % | 10,4 % | 4,9 % | 2,4 % | —      | 6,3 %  |

## Besonderheiten bei der Briefwahl
Für die Briefwahl, deren Anteil 2021 bei 47,3 % lag, verkürzte sich aufgrund der kürzeren Vorbereitungszeit der Wahl auch die Zeitspanne. Die Stadt Dresden bat Wähler, auf eine Briefwahl zu verzichten. Das zuständige Verwaltungspersonal begründete dies mit engen Fristen und einem gestiegenen Aufwand aufgrund vermehrter Nachfrage der Stimmabgabe per Briefwahl.
Nach Erwartung der Bundeswahlleiterin startete der Versand der Briefwahlunterlagen in den meisten Gemeinden zwischen dem 6. und dem 10. Februar 2025. Besonders für wahlberechtigte Auslandsdeutsche mit langen Postlaufzeiten war nicht garantiert, dass die Wahlunterlagen rechtzeitig beim zuständigen Wahlamt eingingen und in das Wahlergebnis einflossen. Etwa 213.000 Auslandsdeutsche hatten eine Briefwahl beantragt. Viele konnten aber unfreiwillig nicht abstimmen, unter anderem der deutsche Botschafter im Vereinigten Königreich Miguel Berger.

## Externe Wahlbeeinflussung
Ende November 2024 warnte das Bundesamt für Verfassungsschutz vor möglichen Versuchen der Einflussnahme anderer Staaten auf die anstehende Bundestagswahl. So sei mit „Aktionen der Desinformation und Diskreditierung, Cyberangriffe sowie Spionage und Sabotage“ zu rechnen. Insbesondere Russland habe vor dem Hintergrund des russischen Angriffskriegs gegen die Ukraine ein großes Interesse, die Wahl im eigenen Sinne zu beeinflussen (vgl. russische Spionage in Deutschland). So habe Russland seit 2023 die Verbreitung pro-russischer und anti-westlicher Narrative ausgebaut, um „Unsicherheiten und Spaltungslinien in der deutschen Gesellschaft zu erzeugen beziehungsweise zu vertiefen, die Bereitschaft für die Unterstützung der Ukraine zu mindern und in diesem Sinne Einfluss auf politische Entscheidungen zu nehmen“.
Im Vorfeld der Wahl kam es zu Diffamierungs- und Desinformationskampagnen gegen mehrere hochrangige Grünen-Politiker, mutmaßlich betrieben vom russischen Propagandaapparat. Betroffen war insbesondere der grüne Spitzenkandidat Robert Habeck, zudem weitere Politiker wie Annalena Baerbock. Dabei wurden unter anderem auf einer neu angelegten und wohl ausschließlich für die Aktion geschaffenen Internetseite, die wie eine Nachrichtenplattform gestaltet ist, unter anderem ein mit künstlicher Intelligenz (KI) erstelltes Video mit diffamierenden Aussagen platziert, das anschließend in sozialen Medien geteilt wurde. Der Verfassungsschutz bestätigte, dass es sich bei der Kampagne um gezielte Diskreditierung Habecks handele. Auch das Bundesministerium des Innern und für Heimat bestätigte Mitte Dezember 2024 mehrere bewusste Falschmeldungen zum Privatleben von führenden Grünen-Politikern, um diese gezielt zu diskreditieren. Es gebe noch keine gesicherten Hinweise zur Urheberschaft.
Schon im Sommer 2024 hatte es eine mit ähnlichen Methoden vorgehende Kampagne gegen Baerbock gegeben. Durch ein Leak war bereits zuvor bekannt geworden, dass das Kampagnenziel der sogenannten russischen Doppelgänger-Desinformationskampagne insbesondere darin besteht, die Zustimmungswerte für die AfD zu steigern, während die Zustimmung für die Grünen sinken soll. Außerdem sollen Zukunftsängste geschürt und in der deutschen Bevölkerung die Ansicht verankert werden, dass der eigene Wohlstand nicht für den „Sieg über Russland“ geopfert werden solle.
Im Februar 2025 wurden vier Personen festgenommen, die deutschlandweit Autos sabotiert haben sollen, um die Tat Klimaaktivisten unterzuschieben. Sie hatten bei rund 270 Fahrzeugen den Auspuff versiegelt und einen Aufkleber mit dem Motto „Sei grüner!“ und einem Foto von Bundeswirtschaftsminister Robert Habeck hinterlassen. Ein Täter gab an, er sei von einem Russen angestiftet, mit ganz konkreten Handlungsanweisungen versorgt und bezahlt worden. Sicherheitskreise gingen laut Medienberichten von einer aus Russland gesteuerten Kampagne aus, deren Zweck es sei, im Wahlkampf Hass auf Bündnis 90/Die Grünen und ihren Kanzlerkandidaten zu schüren.
Wenige Tage vor der Wahl erschienen online gefälschte Videos über angebliche Manipulationen der Briefwahl. Dabei wurden unter anderem manipulierte Wahlzettel gezeigt, bei denen die AfD als Wahlmöglichkeit fehlte, und die vermeintliche Vernichtung von Wahlzetteln, bei denen der AfD die Stimme gegeben wurde. Behörden beurteilen die Videos als gezielte russische Desinformation und verweisen dabei unter anderem auf Parallelen zu ähnlichen Manipulationen während der Präsidentschaftswahl in den Vereinigten Staaten 2024.
Im Wahlkampf tauchten zahlreiche Profile in den sozialen Medien auf, bei denen KI-generierte junge Frauen häufig für rechte und prorussische Positionen warben und zur Wahl der AfD aufriefen. Aufgrund geringer Interaktionen mit authentischen Nutzern wurde der Einfluss auf die Bundestagswahl allerdings als gering eingeschätzt.
Elon Musk veröffentlichte auf seiner Plattform X wiederholt Unterstützungsaufrufe für die AfD, die ebenfalls als externe Einflussnahme kritisiert wurden. Darüber hinaus hielt Musk am 9. Januar 2025 ein Live-Gespräch mit Alice Weidel auf X und trat per Videokonferenz beim AfD-Wahlkampfauftakt in Halle (Saale) am 25. Januar 2025 auf.

## Koalitionsaussagen vor der Wahl
Eine Neuauflage der von 2021 bis 2024 regierenden Ampelkoalition galt als von allen Seiten unerwünscht und wurde von FDP-Chef Christian Lindner ausgeschlossen.
Eine von der Union geführte Regierung galt als wahrscheinlich. Deren Kanzlerkandidat Friedrich Merz (CDU) zeigte sich offen für Koalitionen mit SPD, FDP und den Grünen. Dagegen schloss CSU-Vorsitzender Markus Söder eine schwarz-grüne Koalition im Voraus aus. Vertreter beider Parteien betonten des Öfteren, dass sie sich momentan ein Bündnis mit den Grünen nur schwer vorstellen könnten.
Eine Koalition von Union und SPD wurde oft diskutiert und galt als wahrscheinlich. CSU-Chef Söder präzisierte in der Bild am Sonntag: „Die einzige im Moment realistische Chance ist mit der SPD ohne Olaf Scholz“.
Die FDP betonte die Bereitschaft, mit der Union eine schwarz-gelbe Koalition zu bilden. CDU-Chef Merz sah, wenn die Liberalen auf „sechs oder sieben Prozent“ kämen, mit der Union „eine stabile Mehrheit in Reichweite“. Bundestagsvizepräsident Wolfgang Kubicki (FDP) hielt sich für eine sogenannte Deutschland-Koalition aus SPD, Union und FDP offen. Eine erneute Koalition mit den Grünen wurde vonseiten der FDP ausgeschlossen.
Bündnisse mit dem neuen BSW schlossen CDU/CSU, Grüne, FDP sowie Bundeskanzler Olaf Scholz (SPD) aus.
Eine Koalition mit der AfD wurde von allen anderen Parteien ausgeschlossen; das BSW zeigte sich zu einer Zusammenarbeit in einzelnen Punkten bereit. Ferner schlossen CDU/CSU und FDP eine Koalition mit
der Linken aus. Mögliche Koalitionen mit Beteiligung der Linken schloss auch Scholz aus, während sich Robert Habeck (Grüne) offen für eine mögliche rot-rot-grüne Koalition zeigte.

## Ergebnis

### Überblick

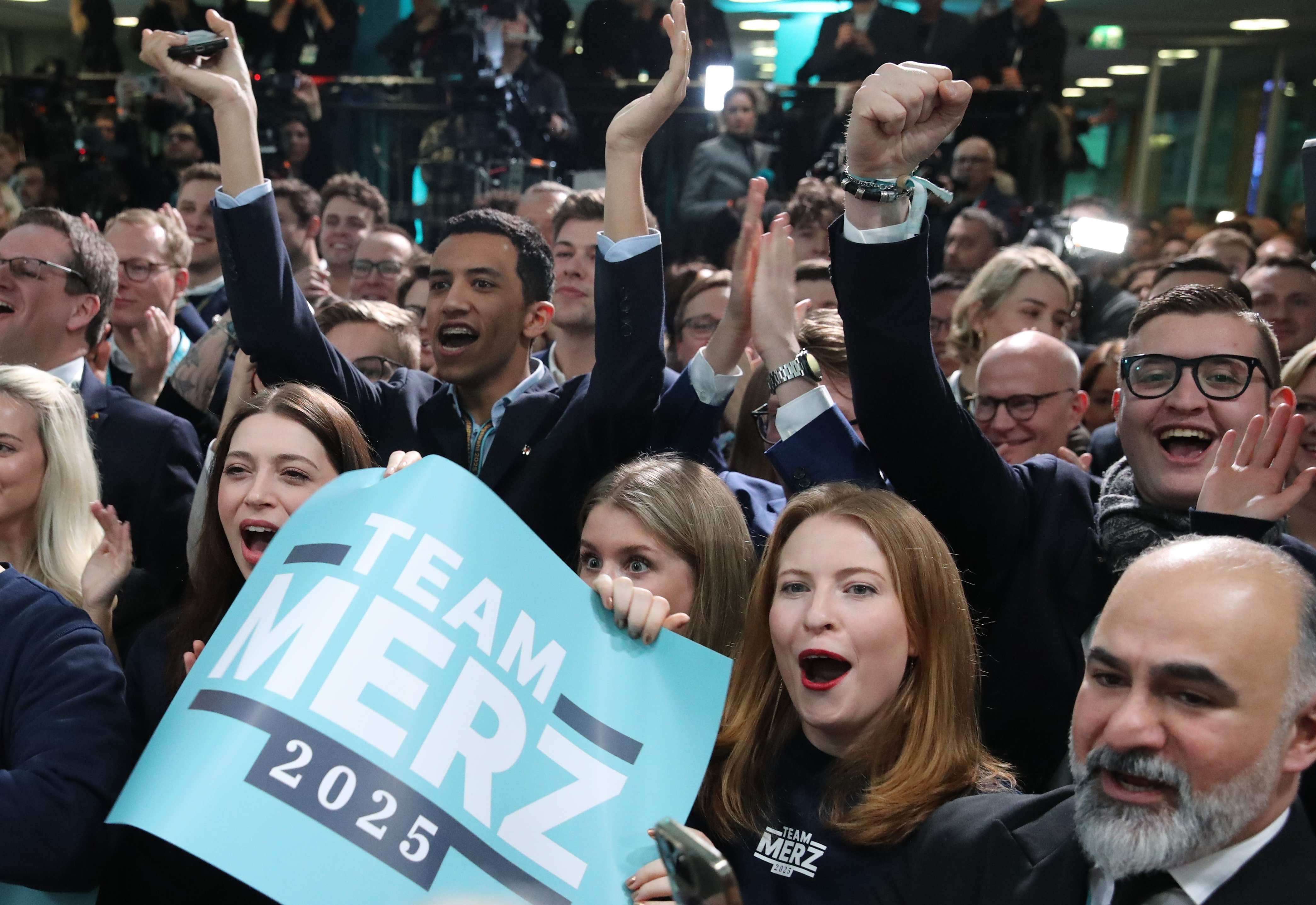
Feierstimmung im Konrad-Adenauer-Haus nach Verkündung der Ergebnisse

Bei der Bundestagswahl 2025 schaffte es das Bündnis aus CDU und CSU, die Spitzenposition zurückzuholen, nachdem sie diese bei der Bundestagswahl 2021 an die SPD verloren hatte. Mit 28,5 % der Zweitstimmen steigerte die Union ihr Zweitstimmenergebnis hingegen nur leicht und blieb damit erneut deutlich unter den Resultaten über 32 % der Merkel-Ära, auch unter den 31 % von 1949. Für die CDU war es somit das zweitschlechteste Abschneiden in der Geschichte der Bundesrepublik, für die CSU das drittschlechteste. Der CSU gelang es, alle 47 Wahlkreise in Bayern zu gewinnen, wobei nur die 44 höchsten Erststimmenergebnisse auch Direktmandate zugeteilt bekamen, drei bayrische Wahlkreissieger bekamen kein Mandat da dem bundesweiten Zweitstimmenergebnis der Partei eine entsprechende Anzahl von Mandaten zugeteilt wird. Die CDU konnte in den westdeutschen Bundesländern ebenfalls viele Direktmandate von SPD und Grünen zurückgewinnen, verlor jedoch gleichzeitig in den ostdeutschen Flächenländern und Berlin-Ost sämtliche Direktmandate an die AfD. Abgesehen von vier der AfD und einmal SPD waren 18 Direktkandidaten von CDU und CSU abseits der Parteihochburgen in den westdeutschen Bundesländern in besonderem Maße von den Auswirkungen des neuen Wahlrechts betroffen da sie weder durch einen Wahlkreissieg noch durch Landeslisten ein Mandat erringen konnten.
Die Alternative für Deutschland stieg bei ihrer vierten Bundestagswahl zur zweitstärksten Kraft im Parlament auf und besetzt mit einem Stimmenanteil von über 20 Prozent fast ein Viertel der Sitze. Nach 16 gewonnenen Direktmandaten bei der Wahl 2021 konnte sie nun in 46 Wahlkreisen eine Erststimmenmehrheit erzielen und gewann so mit Ausnahme dreier Wahlkreise um Erfurt, Leipzig und Potsdam alle Wahlkreise in den ostdeutschen Flächenländern sowie in Berlin den Bezirk Marzahn-Hellersdorf. Ein ähnliches Bild zeigte sich bei den Zweitstimmen, wobei die AfD auch in zwei westdeutschen Wahlkreisen Gelsenkirchen und Kaiserslautern die meisten Zweitstimmen erhielt. Der Stimmenzuwachs von 10,4 Prozent ist der stärkste Zugewinn, den eine Partei zwischen zwei Bundestagswahlen verzeichnen konnte seit der CDU/CSU 1953.
Die Sozialdemokratische Partei Deutschlands fiel mit weniger als 20 % der Zweitstimmen auf ihr historisch schlechtestes Ergebnis in der Bundesrepublik und deutschlandweit seit 1887. Zum ersten Mal stellt sie zudem nur noch die drittstärkste Fraktion im Bundestag. Auch bei den Erststimmen fiel sie auf ihr historisch schlechtestes Ergebnis und erreichte nur noch in 44 Wahlkreisen eine Mehrheit. In den ostdeutschen Flächenländern erreichte ausschließlich Kanzler und erneuter Kanzlerkandidat Olaf Scholz in seinem Potsdamer Wahlkreis mit 21,8 % eine knappe Mehrheit, nachdem er den Wahlkreis 2021 noch deutlich gewinnen konnte. In Hessen gewann die SPD nur noch in zwei Wahlkreisen das Direktmandat. Bei den Zweitstimmen konnte sie sich ausschließlich in ihren traditionellen Hochburgen wie Hamburg, Bremen und dem Ruhrgebiet durchsetzen. In Thüringen und Sachsen erreichte sie weniger als zehn Prozent der Stimmen.

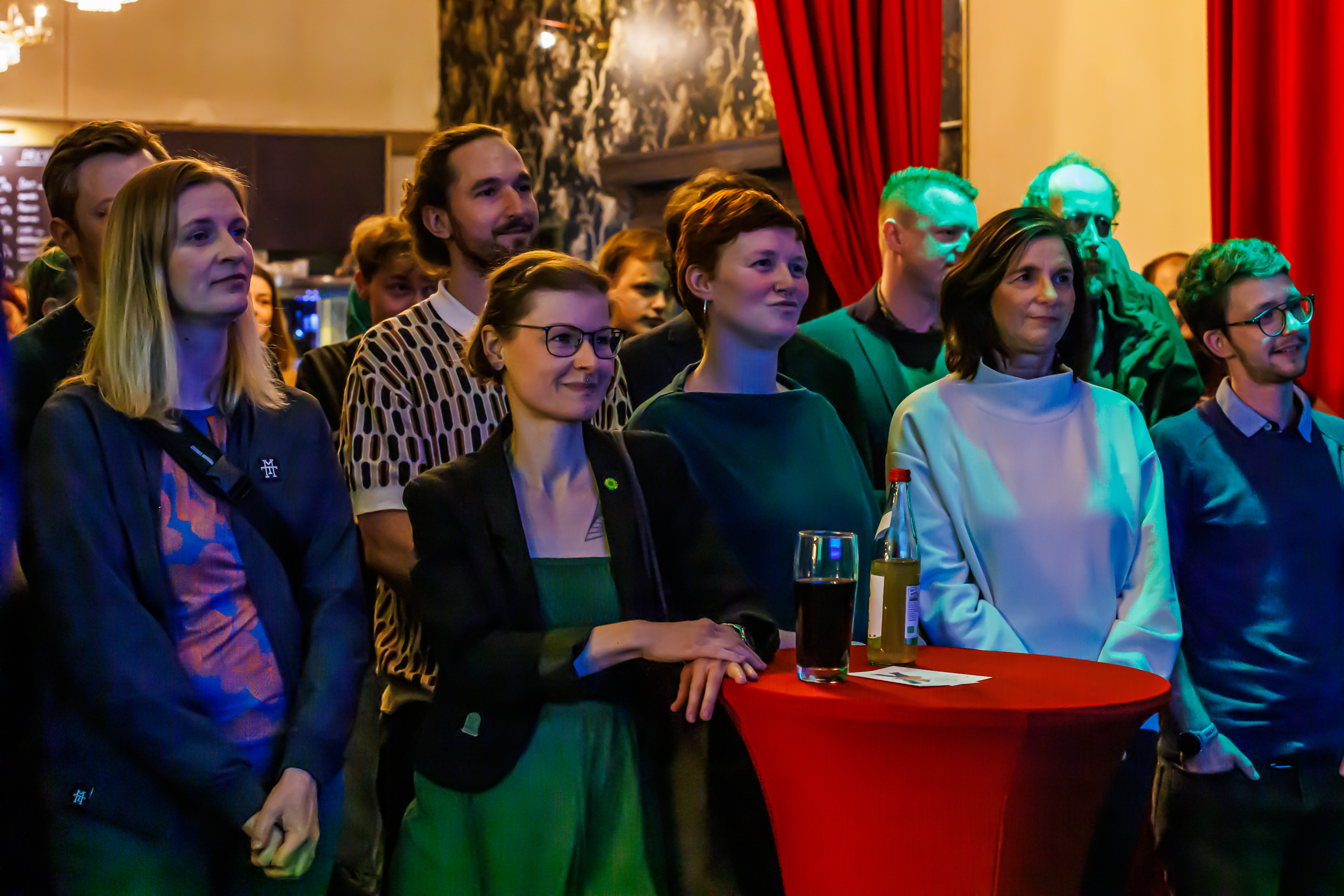
Wahlparty der Grünen in Thüringen

Bündnis 90/Die Grünen erzielten erneut ein Stimmenergebnis von über elf Prozent und damit ihr zweitstärkstes Ergebnis bei Bundestagswahlen, büßten im Vergleich zu 2021 jedoch rund drei Prozentpunkte ein. In den meisten Wahlkreisen konnten sie ihre Direktmandate verteidigen, verloren jedoch auch einige an CDU oder Linke, darunter auch den Wahlkreis des Kanzlerkandidaten Robert Habeck um Flensburg und den Bundestagswahlkreis Berlin-Friedrichshain-Kreuzberg – Prenzlauer Berg Ost, den Hans-Christian Ströbele von 2002 bis 2013 als einziges Direktmandat der Grünen vertrat.

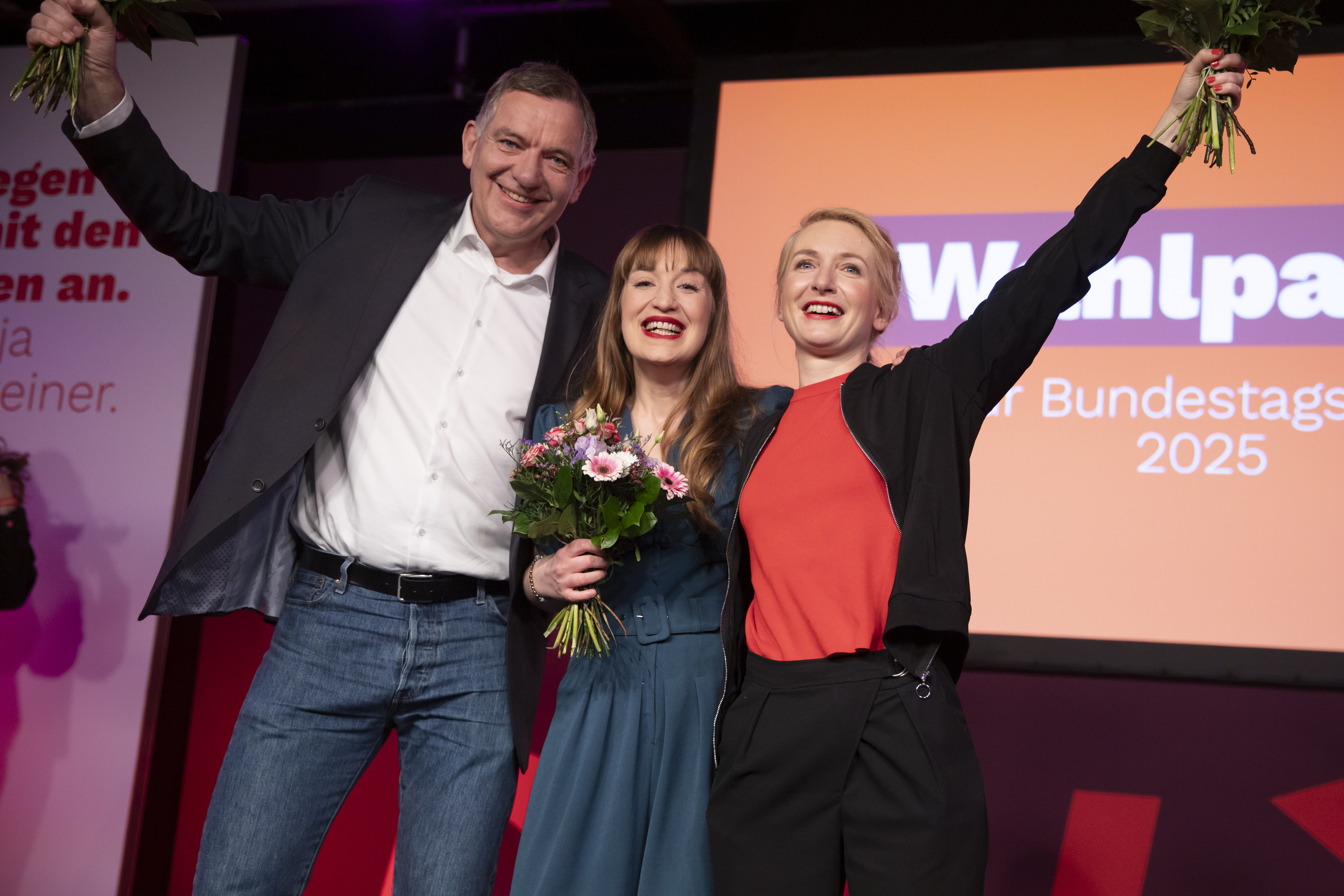
Jan van Aken, Heidi Reichinnek und Ines Schwerdtner bei der Wahlparty der Linken

Nachdem die Linkspartei 2021 nur dank dreier Direktmandate den Einzug geschafft hatte, durch die Abspaltung einiger Bundestagsabgeordneten zum BSW nur noch den Gruppenstatus im Bundestag hatte und zum Jahreswechsel bei nur 3 % in den Umfragen stand, schaffte die Partei die Kehrtwende und erreichte mit 8,8 % der Zweitstimmen das drittbeste Ergebnis ihrer Geschichte bei Bundestagswahlen nach 2009 und 2017. Die Linke gewann zudem sechs Direktmandate, darunter auch die Wahlkreise von Bodo Ramelow und Gregor Gysi, welche zusammen mit Dietmar Bartsch den Einzug sicherstellen sollten. Bartsch unterlag im Bundestagswahlkreis Rostock – Landkreis Rostock II jedoch knapp gegen die AfD-Konkurrentin.
Das Bündnis Sahra Wagenknecht trat erstmalig zur Bundestagswahl an, nachdem es bislang nur durch eine Gruppe ehemaliger Linken-Abgeordneter vertreten war. Mit 4,98 % der Zweitstimmen erreichte es zwar ein leicht besseres Ergebnis als die Linke 2021, scheiterte jedoch um etwa 9.500 Stimmen an der Fünf-Prozent-Hürde. Mangels gewonnener Direktmandate wird es daher nicht im Bundestag vertreten sein. In den ostdeutschen Bundesländern inklusive Berlin sowie dem Saarland erreichte es ein Zweitstimmenergebnis oberhalb der Fünf-Prozent-Marke und in Sachsen-Anhalt, Brandenburg und Mecklenburg-Vorpommern gar mehr als zehn Prozent, jedoch in Bayern nur knapp drei Prozent der Zweitstimmen.
Die Freie Demokratische Partei stürzte um über sieben Prozentpunkte auf 4,3 % der Zweitstimmen ab und verschlechterte sich damit im Vergleich zur Wahl 2013. Zum zweiten Mal in der Geschichte der Bundesrepublik werden die Freidemokraten damit dem Bundestag nicht angehören. Selbst in ihrem traditionellen Stammland Baden-Württemberg erreichte sie nur noch 5,6 %. Darüber hinaus lag die FDP nur in Hessen knapp oberhalb der Fünf-Prozent-Marke, ihren Tiefpunkt setzte sie in Thüringen mit 2,8 % der Zweitstimmen.
Außerhalb der genannten Parteien gewann nur der von der Sperrklausel ausgenommene Südschleswigsche Wählerverband ein Mandat. Die Partei der dänischen Minderheit erreichte 76.126 Zweitstimmen, was 4,0 % der Zweitstimmen in Schleswig-Holstein entsprach. Rechnerisch hätten der Partei bereits 34.100 Stimmen für das erste Mandat gereicht; für ein zweites Mandat hätte sie rund 102.500 Stimmen erzielen müssen. Schon 2021 hatte der SSW 55.578 Zweitstimmen in Schleswig-Holstein erhalten, was 3,2 % der dortigen Zweitstimmen entsprach. Die Freien Wähler, welche den Einzug in den Bundestag als Ziel ausgaben, verloren im Gegenteil einen Prozentpunkt im Vergleich zur Wahl 2021.
Auch die Tierschutzpartei verlor fast ein Drittel ihrer Stimmen. Zuletzt stieg Volt Deutschland leicht auf 0,7 % der Zweitstimmen, blieb jedoch weit hinter den Erfolgen der Europawahl zurück und verfehlte den anvisierten Einzug in den Bundestag bei Weitem. Die PARTEI rutschte mit 0,49 % auf knapp unter 0,5 % und fällt somit aus der staatlichen Parteienfinanzierung heraus – ihr fehlten etwa 5.500 Stimmen. Deutlicher liegt die Basisdemokratische Partei Deutschlands mit 0,2 % unter dieser Grenze.
Nach dem alten Wahlrecht mit Überhang- und Ausgleichsmandaten wären 633 Parlamentarier gewählt worden. Anstelle der 23 nun nichtberücksichtigten Wahlkreissieger sind Listenkandidaten anderer Länder in den Bundestag eingezogen. Hätten allerdings das BSW und die FDP die 5%-Hürde übersprungen, wären es diesmal 705 Abgeordnete geworden.

### Gesamtergebnis
| Listen                         | Listen               | Erststimmen | Erststimmen | Erststimmen | Erststimmen | Zweitstimmen | Zweitstimmen | Zweitstimmen | Zweitstimmen | Mandate | Mandate |
| Listen                         | Listen               | Stimmen     | %           | +/-         | Mandate     | Stimmen      | %            | +/-          | Mandate      | Anzahl  | +/-     |
| ------------------------------ | -------------------- | ----------- | ----------- | ----------- | ----------- | ------------ | ------------ | ------------ | ------------ | ------- | ------- |
|                                | CDU                  | 12.604.184  | 25,5        | +2,9        | 128         | 11.196.374   | 22,6         | +3,6         | 36           | 164     | +12     |
|                                | AfD                  | 10.177.318  | 20,6        | +10,4       | 42          | 10.328.780   | 20,8         | +10,4        | 110          | 152     | +69     |
|                                | SPD                  | 9.936.433   | 20,1        | −6,3        | 44          | 8.149.124    | 16,4         | −9,3         | 76           | 120     | –86     |
|                                | GRÜNE                | 5.443.393   | 11,0        | −2,9        | 12          | 5.762.380    | 11,6         | −3,1         | 73           | 85      | –33     |
|                                | Die Linke            | 3.933.297   | 7,9         | +3,0        | 6           | 4.356.532    | 8,8          | +3,9         | 58           | 64      | +25     |
|                                | CSU                  | 3.272.064   | 6,6         | +0,6        | 44          | 2.964.028    | 6,0          | +0,8         | –            | 44      | –1      |
|                                | BSW                  | 299.401     | 0,6         | neu         | –           | 2.472.947    | 4,98         | neu          | –            | –       | neu     |
|                                | FDP                  | 1.622.912   | 3,3         | −5,4        | –           | 2.148.757    | 4,3          | −7,1         | –            | –       | −91     |
|                                | FREIE WÄHLER         | 1.254.565   | 2,5         | −0,3        | –           | 769.279      | 1,5          | −0,9         | –            | –       | ±0      |
|                                | Tierschutzpartei     | 82.498      | 0,2         | −0,2        | –           | 482.201      | 1,0          | −0,5         | –            | –       | ±0      |
|                                | Volt                 | 391.666     | 0,8         | +0,6        | –           | 355.262      | 0,7          | +0,4         | –            | –       | ±0      |
|                                | Die PARTEI           | 122.268     | 0,2         | −0,9        | –           | 242.741      | 0,5          | −0,5         | –            | –       | ±0      |
|                                | dieBasis             | 41.923      | 0,1         | −1,5        | –           | 85.373       | 0,2          | −1,2         | –            | –       | ±0      |
|                                | BÜNDNIS DEUTSCHLAND  | 87.955      | 0,2         | neu         | –           | 76.372       | 0,2          | neu          | –            | –       | neu     |
|                                | SSW                  | 58.779      | 0,1         | ±0,0        | –           | 76.138       | 0,2          | +0,1         | 1            | 1       | ±0      |
|                                | ÖDP                  | 54.606      | 0,1         | −0,2        | –           | 49.764       | 0,1          | −0,1         | –            | –       | ±0      |
|                                | Team Todenhöfer      | 9.783       | 0,0         | ±0,0        | –           | 24.553       | 0,0          | −0,4         | –            | –       | ±0      |
|                                | PdF                  | 1.282       | 0,0         | N/A         | –           | 21.388       | 0,0          | ±0,0         | –            | –       | ±0      |
|                                | MLPD                 | 24.218      | 0,0         | ±0,0        | –           | 19.551       | 0,0          | ±0,0         | –            | –       | ±0      |
|                                | PdH                  | 1.871       | 0,0         | ±0,0        | –           | 14.294       | 0,0          | −0,1         | –            | –       | ±0      |
|                                | PIRATEN              | 2.151       | 0,0         | −0,1        | –           | 13.800       | 0,0          | −0,3         | –            | –       | ±0      |
|                                | BP                   | 5.763       | 0,0         | −0,1        | –           | 12.278       | 0,0          | ±0,0         | –            | –       | ±0      |
|                                | Bündnis C            | 2.021       | 0,0         | ±0,0        | –           | 11.768       | 0,0          | −0,1         | –            | –       | ±0      |
|                                | MERA25               | 658         | 0,0         | neu         | –           | 6.994        | 0,0          | neu          | –            | –       | neu     |
|                                | WerteUnion           | 2.849       | 0,0         | neu         | –           | 6.736        | 0,0          | neu          | –            | –       | neu     |
|                                | BüSo                 | 1.295       | 0,0         | ±0,0        | –           | 676          | 0,0          | ±0,0         | –            | –       | ±0      |
|                                | MENSCHLICHE WELT     | –           | –           | ±0,0        | –           | 694          | 0,0          | ±0,0         | –            | –       | ±0      |
|                                | SGP                  | 73          | 0,0         | N/A         | –           | 425          | 0,0          | ±0,0         | –            | –       | ±0      |
|                                | Verjüngungsforschung | –           | –           | ±0,0        | –           | 303          | 0,0          | −0,1         | –            | –       | ±0      |
|                                | Übrige               | 70.163      | 0,1         | −0,2        | –           | –            | –            | –            | –            | –       | –       |
| Gesamt                         | Gesamt               | 49.505.389  | 100         |             | 276         | 49.649.512   | 100          |              | 354          | 630     | −105    |
|                                |                      |             |             |             |             |              |              |              |              |         |         |
| Ungültige Stimmen              | Ungültige Stimmen    | 423.264     | 0,8         | −0,2        |             | 279.141      | 0,6          | −0,3         |              |         |         |
| Wähler                         | Wähler               | 49.928.653  | 82,5        | +6,2        |             | 49.928.653   | 82,5         | +6,2         |              |         |         |
| Wahlberechtigte                | Wahlberechtigte      | 60.510.631  |             |             |             | 60.510.631   |              |              |              |         |         |
|                                |                      |             |             |             |             |              |              |              |              |         |         |
| Quelle: Die Bundeswahlleiterin |                      |             |             |             |             |              |              |              |              |         |         |

### Ergebnisse nach Bundesländern
| Bundesland             | Wahl- berechtigte | Wähler     | Wahl- beteiligung | CDU/CSU | CDU/CSU | AfD  | AfD   | SPD  | SPD   | Grüne | Grüne | Linke | Linke | BSW  | BSW   | FDP  | FDP   |
| Bundesland             | Wahl- berechtigte | Wähler     | Wahl- beteiligung | Erst    | Zweit   | Erst | Zweit | Erst | Zweit | Erst  | Zweit | Erst  | Zweit | Erst | Zweit | Erst | Zweit |
| ---------------------- | ----------------- | ---------- | ----------------- | ------- | ------- | ---- | ----- | ---- | ----- | ----- | ----- | ----- | ----- | ---- | ----- | ---- | ----- |
| Baden-Württemberg      | 07.653.811        | 06.382.446 | 83,4              | 36,0    | 31,6    | 19,4 | 19,8  | 15,8 | 14,2  | 14,0  | 13,6  | 05,7  | 06,8  | —    | 04,1  | 4,3  | 5,6   |
| Bayern                 | 09.481.659        | 07.996.557 | 84,3              | 41,2    | 37,2    | 17,4 | 19,0  | 12,8 | 11,5  | 12,2  | 12,0  | 04,6  | 05,7  | 0,3  | 03,1  | 3,1  | 4,2   |
| Berlin                 | 02.442.042        | 01.961.177 | 80,3              | 21,3    | 18,3    | 15,2 | 15,2  | 16,8 | 15,1  | 17,4  | 16,8  | 21,8  | 19,9  | 2,2  | 06,7  | 2,7  | 3,8   |
| Brandenburg            | 02.033.539        | 01.658.681 | 81,6              | 20,2    | 18,1    | 34,4 | 32,5  | 20,5 | 14,8  | 05,2  | 06,6  | 11,5  | 10,7  | —    | 10,7  | 2,7  | 3,2   |
| Bremen                 | 00.450.564        | 00.350.366 | 77,8              | 22,7    | 20,6    | 15,2 | 15,1  | 27,4 | 23,1  | 15,4  | 15,6  | 12,8  | 14,8  | —    | 04,3  | 2,8  | 3,5   |
| Hamburg                | 01.299.289        | 01.050.805 | 80,9              | 22,3    | 20,7    | 11,0 | 10,9  | 28,0 | 22,7  | 20,6  | 19,3  | 12,5  | 14,5  | —    | 04,0  | 3,4  | 4,5   |
| Hessen                 | 04.341.919        | 03.608.634 | 83,1              | 32,3    | 28,9    | 17,7 | 17,8  | 23,6 | 18,4  | 11,5  | 12,6  | 07,2  | 08,7  | —    | 04,4  | 3,6  | 5,0   |
| Mecklenburg-Vorpommern | 01.294.729        | 01.029.038 | 79,5              | 20,2    | 17,8    | 37,0 | 35,0  | 17,6 | 12,4  | 03,6  | 05,4  | 14,2  | 12,0  | —    | 10,6  | 2,9  | 3,2   |
| Niedersachsen          | 06.043.412        | 05.041.312 | 83,4              | 31,1    | 28,1    | 17,6 | 17,8  | 29,4 | 23,0  | 09,7  | 11,5  | 06,4  | 08,1  | —    | 03,8  | 3,0  | 4,1   |
| Nordrhein-Westfalen    | 12.884.209        | 10.587.740 | 82,2              | 34,0    | 30,1    | 16,4 | 16,8  | 25,1 | 20,0  | 11,7  | 12,4  | 06,8  | 08,3  | 0,1  | 04,1  | 3,3  | 4,4   |
| Rheinland-Pfalz        | 03.014.482        | 02.500.548 | 83,0              | 33,6    | 30,6    | 19,2 | 20,1  | 23,2 | 18,6  | 08,3  | 10,3  | 05,0  | 06,5  | 2,2  | 04,2  | 3,4  | 4,6   |
| Saarland               | 00.734.204        | 00.605.293 | 82,4              | 29,6    | 26,9    | 21,6 | 21,6  | 29,9 | 21,9  | 05,1  | 07,2  | 06,9  | 07,4  | —    | 06,2  | 3,5  | 4,3   |
| Sachsen                | 03.186.780        | 02.584.777 | 81,1              | 23,9    | 19,7    | 38,5 | 37,3  | 09,7 | 08,5  | 05,0  | 06,5  | 12,8  | 11,3  | 3,1  | 09,0  | 2,7  | 3,2   |
| Sachsen-Anhalt         | 01.734.719        | 01.347.837 | 77,7              | 23,5    | 19,2    | 38,8 | 37,1  | 13,8 | 11,0  | 03,7  | 04,4  | 12,5  | 10,8  | —    | 11,2  | 2,8  | 3,1   |
| Schleswig-Holstein     | 02.262.811        | 01.889.968 | 83,5              | 30,6    | 27,6    | 16,1 | 16,3  | 22,6 | 18,8  | 14,9  | 14,9  | 06,1  | 07,8  | —    | 03,4  | 3,6  | 4,7   |
| Thüringen              | 01.652.462        | 01.333.474 | 80,7              | 20,6    | 18,6    | 38,7 | 38,6  | 10,0 | 08,8  | 02,8  | 04,2  | 15,9  | 15,2  | 7,3  | 09,4  | 2,1  | 2,8   |

Der Südschleswigsche Wählerverband (SSW) erhielt in Schleswig-Holstein 3,1 % der Erst- und 4,0 % der Zweitstimmen. Die Freien Wähler erreichten ihr bestes Ergebnis in Bayern mit 5,8 % der Erst- sowie 4,3 % der Zweitstimmen.

### Ergebnisse nach Wahlkreisen
- Erststimmenmehrheiten in den Wahlkreisen
  - CDU: 143
  - CSU: 47
  - AfD: 46
  - SPD: 45
  - Grüne: 12
  - Linke: 6
- Zweitstimmenmehrheiten in den Wahlkreisen
  - CDU: 170
  - AfD: 49
  - CSU: 47
  - SPD: 17
  - Grüne: 9
  - Linke: 7

Erststimmenmehrheiten in den Wahlkreisen CDU: 143 CSU: 47 AfD: 46 SPD: 45 Grüne: 12 Linke: 6
Zweitstimmenmehrheiten in den Wahlkreisen CDU: 170 AfD: 49 CSU: 47 SPD: 17 Grüne: 9 Linke: 7
Wahlbeteiligung in den Wahlkreisen

### Zweitstimmenanteil der Parteien nach Wahlkreisen
Die folgenden Karten zeigen, mit welchem Ergebnis die Parteien mit mindestens einem Prozent Stimmenanteil in den einzelnen Wahlkreisen abgeschnitten haben (je dunkler, desto größer ist der Stimmenanteil; unterschiedliche Skalierung).

Christlich Demokratische Union Deutschlands Christlich-Soziale Union in Bayern
Alternative für Deutschland
Sozialdemokratische Partei Deutschlands
Bündnis 90/Die Grünen
Die Linke
Bündnis Sahra Wagenknecht
Freie Demokratische Partei
Freie Wähler

### Höchst- und Tiefstwerte
Das beste Erststimmenergebnis erzielte mit 50,5 %, die einzige absolute Mehrheit in einem Wahlkreis, Dorothee Bär (CSU) im Bundestagswahlkreis Bad Kissingen, in dem die AfD es verpasst hatte, ihren Direktkandidaten fristgerecht anzumelden. Der Vorsprung von 36 Prozentpunkten zum zweiten Platz, 14,5 % für Sabine Dittmar (SPD), ist der bundesweit größte. Im Bundestagswahlkreis Kulmbach erzielte Emmi Zeulner (CSU) das bundesweit zweitbeste Wahl-Ergebnis mit 49,3 %, vor einem AfD-Bewerber mit 21,8 %.
Der Wahlkreisgewinner mit dem niedrigsten Erststimmenergebnis ist Olaf Scholz (SPD) im Wahlkreis Potsdam – Potsdam-Mittelmark II – Teltow-Fläming II mit 21,8 %. Den knappsten Erststimmenvorsprung mit jeweils nicht mehr als 0,1 Prozent haben Moritz Heuberger (24,7 %; 66 Stimmen Vorsprung) im Wahlkreis Berlin-Tempelhof – Schöneberg und Simone Fischer (28,3 %; 5 Stimmen Vorsprung) in Stuttgart I (beide Bündnis 90/Die Grünen).
Die höchste Wahlbeteiligung verzeichnet der Wahlkreis München-Land mit 88,1 %, die niedrigste der Wahlkreis Duisburg II mit 73,5 %.

### Erststimmengewinner ohne Zweitstimmendeckung
Bis zur Wahlrechtsreform von 2023 reichte der Gewinn der Mehrheit der Erststimmen in den 299 Bundestagswahlkreisen für den Direkteinzug in den Bundestag aus. Dazu wurden bis dahin Überhangmandate und für diese wiederum Ausgleichsmandate zugeteilt. Seit 2023 ist jedoch die Zahl der Sitze auf 630 festgeschrieben, die nach Zweitstimmenanteil auf Parteien und Länder verteilt werden. Bei der Wahl 2025 zogen 276 von 299 Wahlkreissiegern durch ein Direktmandat in den Bundestag ein, jedoch blieben deutschlandweit insgesamt 23 Wahlkreissieger ohne Direkt- und ohne Listenmandat. In vier Wahlkreisen, davon drei in Baden-Württemberg, errang kein Kandidat ein Mandat. Die 23 Wahlkreisbewerber mit Erststimmenmehrheit sind vor den Listenkandidaten die ersten Nachrücker ihrer Partei in ihren Ländern, wobei der nicht gewählte Wahlkreisgewinner mit dem höchsten Erststimmenanteil als erster nachrückt.
| Bundesland             | Wkr.-Nr. | Wahlkreis                      | Partei                | Partei | Kandidat             | Erststimmen % |
| ---------------------- | -------- | ------------------------------ | --------------------- | ------ | -------------------- | ------------- |
| Schleswig-Holstein     | 1        | Flensburg – Schleswig          |                       | CDU    | Petra Nicolaisen     | 26,5          |
| Mecklenburg-Vorpommern | 14       | Rostock – Landkreis Rostock II |                       | AfD    | Steffi Burmeister    | 26,8          |
| Bremen                 | 54       | Bremen I                       |                       | SPD    | Ulrike Hiller        | 25,2          |
| Brandenburg            | 58       | Oberhavel – Havelland II       |                       | AfD    | Andreas Galau        | 30,8          |
| Sachsen-Anhalt         | 71       | Halle                          |                       | AfD    | Alexander Raue       | 30,6          |
| Sachsen                | 151      | Leipzig I                      |                       | AfD    | Christian Kriegel    | 25,0          |
| Hessen                 | 169      | Schwalm-Eder                   |                       | CDU    | Anna-Maria Bischof   | 30,1          |
| Hessen                 | 181      | Frankfurt am Main I            | Yannick Schwander     | CDU    | 26,0                 |               |
| Hessen                 | 182      | Frankfurt am Main II           | Leopold Born          | CDU    | 27,4                 |               |
| Hessen                 | 183      | Groß-Gerau                     | Marcus Kretschmann    | CDU    | 30,3                 |               |
| Hessen                 | 185      | Darmstadt *                    | Astrid Mannes         | CDU    | 26,7                 |               |
| Rheinland-Pfalz        | 202      | Trier                          |                       | CDU    | Dominik Sienkiewicz  | 30,8          |
| Rheinland-Pfalz        | 204      | Mainz                          | Ursula Groden-Kranich | CDU    | 27,3                 |               |
| Rheinland-Pfalz        | 206      | Ludwigshafen/Frankenthal       | Sertac Bilgin         | CDU    | 27,1                 |               |
| Bayern                 | 218      | München-Süd                    |                       | CSU    | Claudia Küng         | 30,4          |
| Bayern                 | 243      | Nürnberg-Nord                  | Sebastian Brehm       | CSU    | 30,2                 |               |
| Bayern                 | 251      | Augsburg-Stadt                 | Volker Ullrich        | CSU    | 31,1                 |               |
| Baden-Württemberg      | 259      | Stuttgart II *                 |                       | CDU    | Maximilian Mörseburg | 30,4          |
| Baden-Württemberg      | 274      | Heidelberg                     | Alexander Föhr        | CDU    | 29,2                 |               |
| Baden-Württemberg      | 275      | Mannheim                       | Melis Sekmen          | CDU    | 24,7                 |               |
| Baden-Württemberg      | 277      | Rhein-Neckar                   | Moritz Oppelt         | CDU    | 34,4                 |               |
| Baden-Württemberg      | 282      | Lörrach – Müllheim *           | Stefan Glaser         | CDU    | 33,2                 |               |
| Baden-Württemberg      | 290      | Tübingen *                     | Christoph Naser       | CDU    | 31,7                 |               |

## Reaktionen
Am Wahlabend gestand Olaf Scholz (SPD) seine Niederlage ein und verkündete, persönlich nicht Teil einer schwarz-roten Koalition und auch nicht diesbezüglicher Verhandlungen sein zu wollen. Lars Klingbeil soll das Amt des bisherigen SPD-Fraktionsvorsitzenden Rolf Mützenich übernehmen.
Nachdem klar war, dass die FDP mit dem Scheitern an der Fünf-Prozent-Hürde nicht erneut in den Bundestag ziehen würde, verkündete Christian Lindner seinen Rücktritt als Parteivorsitzender. Auch Generalsekretär Marco Buschmann kündigte am Montag nach der Wahl seinen Rückzug an. Ursprünglich hatte ebenso Wolfgang Kubicki am Wahlabend seinen Rückzug aus der Politik angekündigt, jedoch äußerte er wenige Tage später sein Interesse an dem Amt als neuer Parteivorsitzender der FDP.
Der grüne Spitzenkandidat Robert Habeck gab ebenfalls bekannt, künftig „keine führende Rolle in den Personaltableaus der Grünen“ mehr einnehmen zu wollen.
Der Wahlgewinner Friedrich Merz (CDU) kündigte an, möglichst schnell bis Ostern eine Regierung bilden zu wollen. Eine Zusammenarbeit mit der AfD hat die CDU ausgeschlossen. Am wahrscheinlichsten galt daher eine Regierung mit der SPD, da diese als einzige weitere Koalition über eine Mehrheit verfügt.
Alice Weidel (AfD) kündigte an, die anderen Parteien weiter „jagen“ zu wollen und hat sich als Ziel gesetzt, die CDU bei der nächsten Wahl zu überholen. Gleichzeitig betonte sie, dass ihre Hand für Koalitionsgespräche mit CDU/CSU ausgestreckt sei.
Sahra Wagenknecht warf Medien und Umfrageinstituten eine „Kampagne“ gegen ihre Partei vor. Sie kündigte am 24. Februar 2025 an, eine Wahlanfechtung zu prüfen, und begründete dies damit, dass nur ein Bruchteil der rund 213.000 im Ausland lebenden Wahlberechtigten ihre Stimme fristgerecht per Briefwahl hätten abgeben können und dem Bündnis Sahra Wagenknecht (BSW) dem vorläufigen Ergebnis nach nur rund 13.400 Stimmen gefehlt hätten. Laut Wagenknecht stellt sich bei solchen Zahlen „die Frage nach dem rechtlichen Bestand des Wahlergebnisses“. Juristen wie beispielsweise Sophie Schönberger räumen dem Vorhaben geringe Chancen ein und begründen dies unter anderem damit, dass es keinen Verfassungsanspruch auf Briefwahl gebe und die kurzen Fristen, die die späte Zustellung der Briefwahlunterlagen verursachten, im Grundgesetz festgeschrieben seien. Laut Recherchen des Norddeutschen Rundfunks und der Süddeutschen Zeitung hätten einige Behörden, die jeweils für den Versand von Briefwahlunterlagen an Auslandsdeutsche zuständig waren, Abläufe beschleunigen können. Dies zeigt sich anhand einer Abfrage bei den 80 bevölkerungsreichsten Städten, bei der sich herausgestellt hat, dass es bei einigen Behörden Nachlässigkeiten und Planungsfehler gab und dass besonders langsame Versandarten gewählt wurden. Am 23. April hat das BSW Einspruch eingelegt und fordert damit, dass alle Stimmen neu ausgezählt werden. Es ist überzeugt, dass viele Stimmen falsch ausgezählt worden seien, da es eine Namensähnlichkeit mit dem Bündnis Deutschland gebe.

## Regierungsbildung
| In Betracht gezogene Koalitionen  | Sitze |
| --------------------------------- | ----- |
| Sitze gesamt                      | 630   |
| Absolute Mehrheit (ab 316 Sitzen) |       |
| Union, SPD                        | 328   |
| Keine Mehrheit (unter 316 Sitzen) |       |
| Union, Grüne                      | 293   |
| SPD, Grüne, Linke                 | 269   |

Außer einer schwarz-roten Koalition aus CDU/CSU und SPD ergab das Wahlergebnis keine parlamentarische Mehrheit für eine Koalitionsregierung, die nicht zuvor ausgeschlossen wurde, weder für ein Linksbündnis aus SPD, Grünen und der Linken noch für ein Bündnis aus Union und Grünen.
Die ersten Gespräche zwischen Union und SPD zu einer möglichen Regierungsbildung begannen am 28. Februar in neunköpfigen Sondierungsteams mit Vorverhandlungen über die Haushaltslage. Aufgrund des Eklats zwischen Trump und Selenskyj am 28. Februar beschlossen die Parteien – entgegen vorheriger Planungen – die Sondierungsgespräche bereits am 3. März fortzusetzen und betonten einen hohen Handlungsdruck.
Am 18. März 2025 verabschiedete der Deutsche Bundestag eine Grundgesetzänderung, die eine Lockerung der Schuldenbremse für Verteidigungsausgaben, die Kosten für Bevölkerungsschutz, IT-Sicherheit und die Nachrichtendienste sowie die Einrichtung eines Sondervermögens Infrastruktur in Höhe von 500 Milliarden Euro beinhaltete. Das Schuldenpaket wurde noch im alten 20. Deutschen Bundestag verabschiedet, da Linke und AfD im neuen Bundestag die Möglichkeit gehabt hätten, es zu blockieren. Für eine Verfassungsänderung ist in Deutschland eine Zweidrittelmehrheit erforderlich.
Am 8. März 2025 schlossen die Vertreter von CDU, CSU und SPD die Sondierungsgespräche ab und legten ein 11-seitiges Sondierungspapier vor. Kernpunkte umfassen eine Verschärfung des Asylrechts, die Reform des Bürgergelds und die Erhöhung des Mindestlohns auf 15 Euro, sowie Einschränkungen der Rechte von Arbeitnehmern wie die Beschränkung der Tagesarbeitszeit. Nachdem die Vorstände der drei Parteien der Aufnahme von Koalitionsgesprächen zugestimmt hatten, begannen am 13. März die Verhandlungen in insgesamt 16 Arbeitsgruppen, denen jeweils sieben Mitglieder der SPD, sechs der CDU und drei der CSU angehörten. Insgesamt waren so 256 Personen an den Koalitionsverhandlungen beteiligt.
Am 9. April einigten sich die Verhandler der drei Parteien auf einen Koalitionsvertrag, der anschließend vom CSU-Vorstand, einem Parteitag der CDU und im Falle der SPD auch durch ein Mitgliedervotum bestätigt wurde, sodass die Parteispitzen am 5. Mai den Koalitionsvertrag gemeinsam unterzeichneten. Personell sind darin neben dem Bundeskanzler Friedrich Merz 17 Minister vorgesehen, von denen 7 (u. a. Wirtschaft, Äußeres und ein neues Ministerium für Digitalisierung und Staatsmodernisierung) an die CDU, 7 an die SPD (u. a. Finanzen, Justiz und Verteidigung) und 3 an die CSU (u. a. Inneres) gehen.
Bei der Wahl des Bundeskanzlers am 6. Mai erhielt Friedrich Merz erst im zweiten Wahlgang die notwendige Mehrheit der Stimmen. Im ersten Wahlgang stimmten nur 310 Abgeordnete für ihn, notwendig waren jedoch mindestens 316 Ja-Stimmen. Im zweiten Wahlgang wurde er schließlich mit 325 Stimmen zum Bundeskanzler gewählt und führt somit das Kabinett Merz an. Damit der zweite Wahlgang noch am selben Tag stattfinden konnte, war zunächst eine Abweichung von der Geschäftsordnung des Deutschen Bundestages notwendig, die einer Zweidrittelmehrheit der Abgeordneten bedarf und nach einem gemeinsamen Antrag der Bundestagsfraktionen von Union, SPD, Bündnis 90/Die Grünen und Linken von allen Fraktionen unterstützt wurde.